# ایل ملکشاهی
ایل ملکشاهی یکی از اتحادیه‌های ایلی یا بزرگ‌ایل، از اتحاد چند ایل و طایفه بزرگ تشکیل می‌شد که و از لحاظ گستردگی همانند یک دولت کوچک در ایران و عراق و ترکیه و سوریه عمل می‌کرد. ایل ملکشاهی همچنین یکی از بزرگترین ایل‌های کرد ایران است که شامل شعب بسیاری است. مجموع طایفه‌های ایل ملکشاهی حدود ۴۰ طایفه و جمعیت ایل ملکشاهی بیش از ۷۵۰ هزار نفر تخمین زده شده‌است. در استان ایلام به‌طور عمده در شهرستان ملکشاهی و شهرستان ایلام و شهرستان مهران ساکن هستند. زبان آنان کردی ایلامی و لهجه ملکشاهی است. بخش دیگری از این ایل در استان کردستان یکجانشین شده‌است و در ملکشان علیا و ملکشان سفلی شهرستان سنندج زندگی می‌کنند و زبان آنان کردی است. بخش دیگری از ایل ملکشاهی در کشور عراق یکجانشین شده‌اند که زبان آنان نیز کردی است. این ایل معتبرترین و بزرگترین ایل پشتکوه و استان ایلام است که از مجموع ۳۵ طایفه تشکیل یافته‌است که همگی خود را منسوب به ایل می‌دانند.
 جمعیت ایل ملکشاهی ساکن در استان ایلام در سرشماری سال ۱۳۲۰ به هفت هزار و پانصد خانوار و بیش از ۵۰ هزار تن می‌رسید.
طوایفی دیگر از ایل ملکشاهی در شهرستان چمشگزک در استان تونج‌ایلی در کشور ترکیه ساکن هستند. بخشی از از ایل ملکشاهی در کشور کویت و سایر کشورهای عربی حوزه خلیج فارس ساکن شده‌اند. بخش دیگری از ایل ملکشاهی به سبب جنگ‌ها و غزوات در سایر کشورهای عرب، هند، پاکستان و جنوب قاره آفریقا ساکن شده‌اند. همچنین بخشی دیگری از ایل ملکشاهی در کشورهای اسکاندیناوی و آلمان ساکن هستند. طوایفی از ایل ملکشاهی نیز در استان لرستان و استان مازندران به سر می‌برند. مردمان ایل ملکشاهی در سراسر استان ایلام به خصوص شهرستان ملکشاهی، شهرستان مهران و شهرستان ایلام و در بخش‌هایی از استان کردستان، دیوا ملکشاه استان مازندران، استان خراسان شمالی، استان خراسان رضوی، استان لرستان، استان کرمانشاه، بخش طارم سفلی در استان قزوین و استان‌هایی از کشورهای عراق و ترکیه سکونت دارند.ولادیمیر مینورسکی می‌نویسد: در طی قرون هفتم و هشتم، قریب به هزار خانوار ملکشاهی به ایران خدمت کرده‌اند و اراضی فراوانی را در قلمرو حاکمیت خود داشته‌اند و توانسته‌اند در برابر حملات و یورش‌های هولاکو، تیمور و قره یوسف از این اراضی دفاع کنند. ایل ملکشاهی بارها در دفاع از مرزهای ایران سپاهیان متجاوز امپراتوری عثمانی را شکست داده‌اند. همچنین در دوران جنگ ایران و عراق مردم ایل ملکشاهی نقش بسزایی در مقابله با ارتش رژیم بعث عراق داشتند و از مرزهای غربی ایران، دفاع نمودند.
ایل ملکشاهی در این دوران محور ملکشاهی-شوهان را حفاظت می‌نمود. طایفه‌های خمیس، رسول وند، کاظم بگ، نقی، گلان، روسگه، خلیل وند، حسین بگ، علی نظر، شکربگ، قیطول، کلوند، کل کل، کناریوند، باولگ و … هرکدام تپه‌ای در اختیار داشتند. این طایفه‌ها تلفات فراوانی به ارتش عراق وارد آوردند و حتی مناطقی از خاک عراق را تصرف نمودند. این ایل دارای ۴۰۰ کشته‌شده از ۳۰۰۰ کشته‌شده استان ایلام در جنگ ایران و عراق است. به همین مناسبت بنای یادمانی در گرامیداشت آخرین دفاع مردم ایل ملکشاهی و شهدای آن در منطقه ترشابه برپا شده‌است.

## ریشه‌شناسی نام
همان‌طور که از نام ایل ملکشاهی بر می‌آید، این ایل نام خود را از امیر کُرد ملکشاه (ملکیش) چمشگزک گرفته‌است. امیر کُرد ملکشاه (ملکیش) چمشگزک جمع کثیری بر سر رأیت خود جمع نموده سی و دو قلعه و شانزده ناحیه که بالفعل در تصرف حکام چَمَشْگَزَکْ بود تسخیر نمود و عشیرت ایشان را به نام جد آن‌ها امیر کُرد ملکشاه (ملکیش) چمشگزک، ایل ملکشاهی خواندند. اما بنا به استناد به دانشنامه جهان اسلام و بر اساس نوشته اولیاء چلبی نسب ایل ملکشاهی چَمَشْگَزَکْ (چمزی) به جمشید شاه اسطوره‌ای ایران می‌رسد که جمشید گنزک نامیده شده‌اند و سپس به چمشگزک، چمگزی و چمزی تبدیل شده‌اند. در کتاب جغرافیای تلمود نوشته نویبائر آمده است که در ماد قدیم شهری به نام گینزک (Guinzak) وجود داشت که نِهار گُزان (Nehar Gozan) نیز گفته می شد. نام شهر گینزک در ادامه ی اسامی شهر‌های ماد ازجمله همدان و نهاوند ذکر شده است .

## خاستگاه

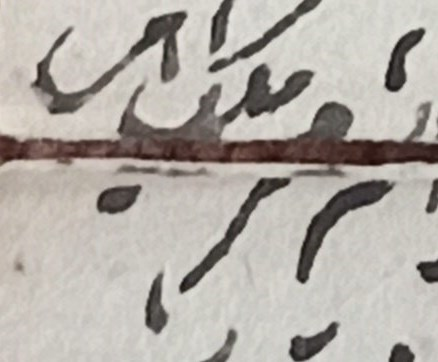
ذکر نام امیر عالیجاه شه میر ملکشاهی جد بزرگ طایفه‌های گرزدین وند رئیس اتحادیه ایلی ملکشاهی در یک سند خطی قدیمی

علیرضا اسدی دربارهٔ خاستگاه ایل ملکشاهی چمزی چنین می‌نویسد: طایفه‌های گرزدین وند ایل ملکشاهی چمزی، بخش مهمی از ایل بزرگ ملکشاهی می‌باشند که از تبار کردهای کرمانج از اقوام ماد شمرده می‌شوند. جد بزرگ آنان امیر عالیجاه شه میر و حاج رستم بیگ چمشگزگ از اعقاب و اولاد امیر کُرد ملکشاه (ملکیش) چمشگزک هستند که از امرای ایل ملکشاهی چمشگزک کُرد و در واقع از حاکمان کردستان، در درسیم کردستان ترکیه و ناحیه ملکشاهی در استان ایلام شمرده می‌شدند که به ناحیه پشتکوه استان ایلام مهاجرت کرده‌اند. زمان مهاجرت این خاندان به پشتکوه مشخص نیست، اما به احتمال زیاد هم‌زمان با کوچ بزرگ کردهای کرمانج چمشگزک به شمال شرقی ایران در دوره صفویه برای پیشگیری از تجاوزات ازبکان، امیران کنفدراسیون چمشگزک به نواحی غرب ایران برای پیشگیری از تجاوزات عثمانی‌ها مهاجرت نمودند. وجود شجره نامه و مشترکات نژادی و زبانی و همچنین اسامی و القاب و مهم‌تر از همه عنوان امرای عالیجاه و توشمالان ملکشاهی چمزی در اسناد به جا مانده از آن دوران، این ادعا را به خوبی اثبات می‌نماید.
چمشگزک، ولایتی تاریخی و یکی از ایل‌های کرد شیعه مذهب است. مسکن اولیه ایل ملکشاهی چمزی چمشگزک تا قبل از سده ۱۱ ه‍.ق در مناطق دیاربکر و جنوب ارزنجان بود، که در کردستان ترکیه قرار گرفته‌اند. این ایل تا پیش از تشکیل دولت صفویه در در نواحی بین مهاباد و کردستان ترکیه و ایروان پراکنده بودند. ایل چمشگزک بنا به سیاست‌های شاهان صفوی در دسته‌های چهل هزار نفری به نقاط مرزی ایران کوچانده شدند، تا از تاخت و تاز ترکمن‌ها و ازبک‌ها در شمال شرقی و عثمانی‌ها در غرب پیشگیری کنند. بنا به استناد به دانشنامه جهان اسلام و بر اساس نوشته اولیا چلبی ولایت چمشگزک در اصل جمشید گَنزَک (قلعه جمشید) بوده‌است که جمشید، شاه اساطیری ایران، آن را بنا کرده بود و بعدها به چمشگزک تغییر یافت. شرف خان بدلیسی مؤلف شرفنامه (تاریخ مفصل کردستان) در سال ۱۰۰۵ هجری قمری در رابطه با امرای چمشگزک ملکشاهی (ملکشاهی چمزی) چنین می‌نویسد: نسب امیران چمشگزک ملکشاهی بنا به قول خودشان به ملکیش، از اولاد خلفای عباسی نوادگان عباس بن عبدالمطلب عموی محمد پیامبر اسلام که از بنی هاشم بودند و به روایتی دیگر به امیر ملکشاه بن ملک محمد بن سلطان ملکشاه سلجوقی یا امیر سلیق بن علی قاسم از شاهان سلجوقی و از نوادگان سلطان ملکشاه سلجوقی می‌رسد. اسلام الغربی العباسی انساب‌شناس مصری نسب امیران ملکشاهی را به خلفای عباسی نوادگان عباس بن عبدالمطلب عموی محمد پیامبر اسلام که از بنی هاشم بودند می‌رساند و جد آن‌ها را سلطان حسین بن سلطان حسن (حاکم عمادیه) بن امیر سیف الدین بن امیر محمد بن ملک بهاءالدین (مؤسس امارت بهدینان عباسی) بن ملک خلیل (جد امرای عمادیه) بن ملک عزالدین بن امیر محمد ابی نصر بن امیر مبارک بن خلیفه مستعصم آخرین خلیفه از خلفای عباسی ذکر می‌کند. نجم سلمان مهدی الفیلی و هاشم طباطبایی نسب امیران ملکشاهی را که از طایفه‌های گرزدین وند هستند از نژاد ایلامیان کهن می‌دانند. اما بنا به استناد به دانشنامه جهان اسلام و بر اساس نوشته اولیاء چلبی نسب ایل ملکشاهی چمشگزک (چمزی) به جمشید شاه اسطوره‌ای ایران می‌رسد که جمشید گنزک نامیده شده‌اند و سپس به چمشگزک، چمگزی و چمزی تبدیل شده‌اند.
آنچه که مشخص است از ۳۵ طایفه ایل ملکشاهی ۳۱ طایفه کرد و ۴ طایفه از اقوام دیگر هستند. علاوه بر طایفه‌های گرزدین وند که اصالت ملکشاهی دارند، سایر طایفه‌های چمزی و گچی ایل ملکشاهی یا به همراه طایفه‌های گرزدین وند به این منطقه مهاجرت کرده‌اند یا از قدیمی‌ترین بومیان ساکن در منطقه بوده‌اند. اما ۴ طایفه باقی‌مانده مهاجر و از اقوام لر و لک و سایر اقوام می‌باشند که در طی سال‌ها به میان ایل ملکشاهی مهاجرت نموده‌اند و سکنی گزیده‌اند که همگی خود را منسوب به ایل می‌دانند.

## ساختار اجتماعی

درخواست حاج فرامرز اسدی رئیس ایل ملکشاهی و سایر رؤسا و سران ایل‌ها و طایفه‌های پشتکوه (استان ایلام) برای جدایی از لرستان و تفکیک حوزه انتخابیه ایلام از خرم آباد از تاریخ ۳۱ اردیبهشت لغایت ۲۴ مرداد ۱۳۲۸ ه.ش. در این سند به مرزداری و میهن پرستی ایل‌ها و طایفه‌های پشتکوه اشاره شده است (کتابخانه، موزه و مرکز اسناد مجلس شورای اسلامی)

ایل ملکشاهی از بومیان قدیمی ایران و از قدرتمندترین ایل‌های ایران به حساب می‌آیند که رؤسا و توشمالان آنان دارای قدرت نظامی بودند.
نظام سنتی ایل بر اساس خویشاوندی استوار بوده و همانند دیگر ایل‌ها، پدر تبار می‌باشند. حشمت الله طبیبی در کتاب جامعه‌شناسی و مردم‌شناسی ایل‌ها و عشایر ساخت سنتی ایل ملکشاهی را به صورت
ایل ← طایفه ← بنه مال ← مال
ترسیم کرده و ایرج افشار سیستانی در کتاب نگاهی به ایلام، به صورت:

حکمیت حاج فرامرز اسدی رئیس ایل ملکشاهی و رئیس العشایر پشتکوه (استان ایلام) در تمام پشتکوه

ایل ← طایفه ← تیره ← مال ← خانوار.

### توشمال
رهبری و ریاست ایل در ملکشاهی موروثی است که به «عالیجاه توشمال» یا خان معروف است که بالاترین مقام در ایل ملکشاهی است و از طرف پادشاه یا حکومت مرکزی به رسمیت شناخته می‌شد. گاهی مقام عالیجاه توشمالی و خانی بین دو برادر تقسیم می‌شد. از وظایف عمده عالیجاه توشمال افزون بر حفظ امنیت و نظارت بر امور مختلف ایل که از طریق پلیس و انتظامات صورت می‌گرفت، جمع‌آوری مالیات مرسوم بود. در ایل ملکشاهی همچنین چند توشمال برای مشورت در امور ایل حضور داشتند. توشمالان هنگامی که ایل ملکشاهی رهبری و ریاست واحدی داشت در زیر نظر «رئیس ایل» منصوب شده توسط پادشاه یا حکومت مرکزی قرار می‌گرفتند. سرپرستی طایفه‌های نیز بر عهده کدخدا بود که در زیر نظر عالیجاه توشمال قرار داشتند.

### ساختار قدرت در ایل ملکشاهی
رئیس ایل (خان یا سرتوشمال یا عالیجاه توشمال)←توشمال←کدخدا←ریش سفید←پیاگ

### جلسه شورای مجلس ایل ملکشاهی
یکی از نکات قابل توجه در ارتباط با ایل ملکشاهی وجود جلسه شورای مجلس (هیئت توشمال و کدخدایان) بوده‌است که در میان تمامی ایل‌های ایران بی‌نظیر است؛ که نشان از روشنفکری و وحدت طایفه‌های این ایل داشته‌است. این مجلس مشورتی تا سال ۱۳۲۳ هجری شمسی دائر بوده‌است، و در این مجلس رئیس ایل ملکشاهی نظر تمامی کدخدایان طایفه‌های ۳۵ گانه ایل ملکشاهی را در مورد قوانین و اجرای احکام جویا شده و بر اساس آن نظر نهایی را اعلام می‌نموده‌است. این احکام توسط پلیس ایل ملکشاهی و با نظارت ریاست ایل ملکشاهی به مرحله اجرا درمی‌آمده‌است و هیچ‌کس در ایل حق تخلف از این احکام مجلس را نداشته‌است.

## طایفه‌های ایل ملکشاهی
این ایل به دو قسمت چمزی و گچی تقسیم‌بندی می‌شود و هرکدام دارای چندین طایفه است که همگی خود را منسوب به ایل می‌دانند.
ملکشاهی چَمَزی چمشگزک: ۱- خمیس ۲- نقی (نظربگ) ۳- کاظم بگ ۴- روسگه (رستم بگ) ۵- خداداد ۶- ملگه ۷- شکَربگ ۸- حسین بگ ۹- شیه‌وردی (شاهوردی) ۱۰- خرزینوند ۱۱- قیطولی ۱۲- گلان ۱۳- کله وند ۱۴- کینیانه ۱۵- خلیل وند ۱۶- کناری وند ۱۷- گراوندی ۱۸- سرایلوند ۱۹- شهره میر (شیره میر) ۲۰- کل کل ۲۱- کلگه ۲۲- کوگر (کبک گیر) ۲۳- باباهای پیرمحمد ۲۴- جمعه ۲۵- سیه‌گه ۲۶- حمانه و کول (علی نظر)
ملکشاهی گَچی: ۲۷- رسولوند ۲۸- باولگ ۲۹- خِیَرشَه ۳۰- کوکی ۳۱- دوقرصه ۳۲- قیطول ۳۳- خَلَف مهر ۳۴- قطره سیه ۳۵- سیرانه

### طایفه‌های گرزدین وند ایل ملکشاهی
طایفه خَمیس: این طایفه از خاندان‌های‌های موسی، ملگه، علی محمد، شه میر، حیدر، قمر، حسین و سلمان شکل گرفته‌است و محل سکونت آنان نیز در شهر ارکواز و در شهرستان ملکشاهی می‌باشد. عده بسیاری از خانواده‌های این طایفه در شهرهای ایلام و مهران، استان کردستان در شهرسنندج، کشور عراق در شهربغداد، کشورآلمان در شهرمونیخ زندگی می‌کنند. عالیجاه توشمال حاج فرامرز اسدی ریاست ایل ملکشاهی و پهلوان موسی خمیس گرزدین وند جد بزرگ خاندان موسی از این طایفه می‌باشند. خانواده‌های اسدی، داراخانی، رحیمی، عزیزیان، جفائیان، میرزایی، تاب، کریمی، اژدهایی، ابراهیمی، رشید پور، اسدزاده، جمشیدی، قلعه دره، رهگوئی، پرواس، ملکشاهی، خَلاش، مهرابیان، پیکره، تَخِش، متین، فرجی، بیگی، آرامیده، رستمی، صالحی، موسی‌نیا، ملکی، واحدی، رحیم پوران، کمری، شاهی نیا از این طایفه می‌باشند. توشمال اسد، توشمال داراب خان، باقر خان، محمد علی خان، رحیم خان، فاضل، توشمال کاظم، توشمال نامدار رحیمی، توشمال صحبت رحیمی، توشمال شهباز، موسی اسدی، عباس عزیزیان، عباس خان رحیمی، محمد علی جفائیان، علی اکبر عزیزیان، داراب خان داراخانی، علی پاشا داراخانی، شیرخان تاب و… امیران و بزرگان ملکشاهی از این طایفه هستند. همچنین مدحی مندلاوی از وزرای آب‌وهوای کردستان و جواد ملکشاهی از بزرگان ملکشاهی در بغداد عراق از این طایفه هستند.

طایفه نَقی:این طایفه در گذشته به اسم نظر بیگ معروف بود. طایفه نقی متشکل از خاندان‌های شامگه، خدامراد و جافگه است و در دو روستای کلک آسیاب و زیادآباد و همچنین شهرک اسلامیه مهران سکونت دارند. شاه محمد یاری از این طایفه بوده‌است. خانواده‌های یاری، تارتار، توکلی، لعل پور، جمالوندی، تیشه بر پا، طارمی، پور صیدی، آسا، پیرانی، فرهمندیان، محمدی فر، مؤمن زاده، پلوک، خوانچم، جینه ور، فهیم، سینا، شمش الهی، حاتمی کیا، حبیبی نیا، شیخی، اسماعیلی، صیدی، تاشک، مدیری، تاران، ناصری، پاریاب، عبدی، مهم تبار، نقی‌نژاد، یوسفی، تقی‌نژاد، جوانمردزاده، تاور، ولدی، تاراج از این طایفه می‌باشند. کدخدایان این طایفه شاه محمد یاری و سپس فرزندش کدخدا احمد نقی‌نژاد، علی آقا تقی‌نژاد و همچنین حاج اسد پورصیدی بوده‌اند. علی تارتار از بزرگان این طایفه بوده‌است. شهدای این طایفه عبارتند از: عزیزعلی تارتار، یارحسین تیشه برپا، رحمان تاراج، شیرمحمد اعتقادی، محسن پاریاب، مجیدپاریاب، باباخان ناصری، فرمان منصوری، ابراهیم مرادزاده، عباس جعفرنیا، کریم نوری، زبردست تبار و رحیم بگ طارمی.
طایفه مَلِگه: این طایفه از خانواده‌های محمد و علی محمد شکل گرفته‌است و بیشتر در مهران ساکن‌اند.
طایفه خُداداد: این طایفه از سه تیره عبدالحسین، علی کرم و علی قدم تشکیل شده و در روستای میان تنگ و محله داراب آباد از توابع ارکواز ملکشاهی سکونت دارند. خانواده‌های کرمی، قدمی، اکرامی نسب، هدایت زادگان، تاند، حسینی، حسینی راد، ذوالفقاری، عبدی، سعادتی، ترکجوش، گرامیان، گرامی زاده، صارمی نژاد، مجیدیان، مجیدی زاده، صدیقی فر و صدیقی زاده از این طایفه می‌باشند. محمد میرزایی، صید عبدی و محمد حسن کرمی فرزندان عبدالحسین از جنگجویان ملکشاهی در قیام رنو، کدخدا قیصر قدمی، کدخدا حسین کرمی، کدخدا ملک حسین حسینی و سیدمجید مجیدیان از سادات ایل ملکشاهی از این طایفه می‌باشند.
طایفه کاظم بگ: این طایفه از خاندان‌های یوسف بگ، فرج‌الله، محمودبگ و محمد بیگ تشکیل شده‌اند و در شهر ارکواز و روستاهای میان تنگ و نرگسه از توابع شهر ارکواز اقامت دارند. خانواده‌های صمیمی، محمودی، کاظمی، دارات، صفایی از این طایفه می‌باشند. کدخدای این طایفه قنبربیگ فرزند یوسف بگ کاظم بگ از رشیدترین مبارزان حسینقلی خان والی بوده‌است. هنگامی که دزدی و سر گردنه گرفتن رواج داشت، قنبر بیگ مأمور حفظ امنیت راه‌ها از سوی غلامرضا خان فیلی شده بود که در سر هر چهار راه و گردنه کوهستان چند کله قند می‌گذاشت که هیچ‌کس جرأت برداشتن آن را نداشت. پس از او فرزندانش ولدبیگ و سهیل بگ صمیمی و سپس رئیس بیگ دارات کدخداهای این طایفه بوده‌اند. محمد علی صمیمی قهرمان قهرمانان چندین دوره پرس سینه سنگین‌وزن ایران از این طایفه است. همچنین محمد نبی صمیمی و عدنان صمیمی از قهرمانان قویترین مردان استان ایلام و قهرمانان پرس سینه استان ایلام از این طایفه هستند.
طایفه حسین بگ: این طایفه از خاندان رحمان، گُرگی و مسیر تشکیل شده‌اند و در شهر ارکواز سکونت دارند. خانواده‌های رهی، رئیسی، گرگی، بستار، جمشیدی، کُلادر زاده، یار محمدی، پیشگو، یاری، رحمانی، اَشناب، آفریدونی، سعادتی، شاه محمدی، دستفال، تبت، خاصی، معصومی، آقامحمدی، ولی زاده، شهمیری، ارکوازی، زاهدی، حسین بیگی، آژفنداک، داراخانی، میری، افروز از این طایفه می‌باشند. محمد کریم و دکتر رحمن از این طایفه بوده‌اند. حبیب محمد کریم دبیر سابق کمیته مرکزی حزب دموکراتیک کردستان از این طایفه بوده‌است. آراس حبیب محمد کریم دبیرکل کنگره ملی کشور عراق و اولین کرد شیعه در کشور عراق در سمت دبیرکل از این طایفه است.
طایفه روسِگه (رستم بگ): این طایفه از خاندان‌های اسماعیل بگ، خلوه (خلف بیگ) و منصوربگ تشکیل شده‌اند و در روستای باباجان و محله دارآباد (داراب آباد) و بان رحمان از توابع شهر ارکواز سکونت دارند. خانواده‌های چتربسر، فاضلی، صفرنیا، صیدی، نوره، آویش، عباسی یکتا، درویشی، عزیززاده، اسماعیلی، منصورزاده، جهانی، ارغنده، باستان از این طایفه می‌باشند. کدخدایان این طایفه فاضل بیگ و سپس فرزندش دارابیگ فاضلی بوده‌اند. داراب بگ ارغند (تفنگچی باشی)، بزرگ خاندان ارغند از این طایفه بوده‌است. محمد صیدی پهلوان و ورزشکار ملکشاهی از این طایفه است.
طایفه شکَربگ: این طایفه از خاندان‌های عبد، امام علی، منت، نوروز، برجی تشکیل شده‌اند و در شهر ایلام و شهر مهران و نیز شهر ارکواز و روستاهای بان رحمن، شهرک اسلامیه و نیازآباد، پاریاب، پل شکسته، کیه نی چه رمگ و عده‌ای نیز در شهرستان چرداول سکونت دارند. خانواده‌های امیدی، منتی، صادقی فر، جمشیدی، چراغی، جوزی از این طایفه می‌باشند. کدخدایان این طایفه محمدعلی «له ت وه ر»، صید عباس امیدی، شکر بگ برجی، محمد علی برجی و عبدالکریم جمشیدی بوده‌اند. امامعلی و عبد امیدی از این طایفه بوده‌اند.
طایفه شیه وردی (شاهوردی): این طایفه از تیره کوخا تشکیل شده است و به جز شهر ارکواز بیشتر در شهر بغداد سکونت دارند.

### فرزندان خَمیس
پهلوان موسی خمیس گرزدین وند:از خانواده‌های اسدی، داراخانی، رشیدپور، کمری، رهگوئی، طهماسبی و پرواس تشکیل شده‌اند. عالیجاه توشمال حاج فرامرز اسدی ریاست ایل ملکشاهی و حاکم پشتکوه، عالیجاه توشمال داراب خان، عالیجاه توشمال اسد، عالیجاه توشمال موسی اسدی از این تیره می‌باشد. اینان در شهرستان ملکشاهی، شهرستان ایلام و استان کردستان و شهرهای ارکواز، ایلام، سنندج، تهران و عدهٔ زیادی در کشور عراق و شبه جزیره اسکاندیناوی سکونت دارند.
 پهلوان مَلِگَه خمیس: از خانواده‌های باقر (میرزا، فرج، عزیز، صالحی، اسد و…)، محمدعلی (می‌مالی خان) (رحیمی و تاب) و حاج علی شکل گرفته‌است و در روستاهای چشمه کل و مرکز شهر ارکواز سکونت دارند. نامدار رحیمی، شهباز، صحبت رحیمی، عباس عزیزیان و عباس خان رحیمی از این تیره می‌باشند. خانواده‌های رحیمی، عزیزیان، فرجی، اسدزاده، صالحی، میرزایی و تاب از این تیره هستند.
شه میر خمیس: از خانواده‌های یارمحمد، غلامعلی و طَطَر شکل گرفته‌است. اسکندر ططر (اژدهایی) از جنگجویان قیام رنو از این تیره هستند. خانواده‌های کریمی، ربانی، پیکره، طمری از این تیره اند.
علی محمد خمیس:از خانواده‌های جفائیان، افرا، امینی‌تبار (لعل زادگان)، تخش (متین) شکل گرفته‌است.
محمدعلی جفاییان از این تیره است.

### سایر طایفه‌های ایل ملکشاهی
طایفه خلیل وند:
این طایفه از بومیان سابق پشتکوه و ملکشاهی می‌باشند. املاک آن‌ها مجاور با طایفه شوهان می‌باشد. یک تیره از این طایفه در سر کل خلیل وند ساکن هستند؛ ولی بیشتر مردم این طایفه در شهرهای ایلام و ارکواز سکونت دارند. کدخدای آن‌ها در سابق کرم و سپس به علی بگ و کیکاوس کرمی معروف به (کیگه) رسید. طایفه خلیل وند از تیره‌های زیادی تشکیل شده که سرشناس‌ترین آن‌ها کلوالی و یارالی جمگه و یمهٔ هستند که تیره کلوالی همان شهروندان سرکل هستند و یارالی در گذشته در منطقه پیره به سر می‌بردند (کلوالی و یارالی برادر بوده‌اند و اسم این تیره‌ها از این دو برادر شکل گرفته‌است). علی غیوری زاده شهید شاخص عشایر کشور در سال ۱۳۹۳ از این طایفه است.
طایفه گُلان:
از قدیمی‌ترین طایفه‌های پشتکوه می‌باشند. مردمان این طایفه به جاهای دیگر نیز مهاجرت نموده‌اند و طایفه قیطولی سنجابیان از ایل ارکوازی از این طایفه می‌باشند. طایفه گلان به سه تیره آدینه– مهدی بگ– قنبر بگ تقسیم می‌شود. کدخدای این طایفه قنبربگ تفنگ چی باشی؛ که بر اساس سنگ‌نوشته تخت خان معمار قنات امیرآباد بوده‌است. حسن ملکشاهی نماینده سابق استان ایلام در مجلس شورای ملی از این طایفه است. همچنین خیدان ملکشاهی اولین شهید ایل ملکشاهی در جنگ ایران و عراق از این طایفه است. خانواده‌های ملکشاهی، قنبری، هواسی تک و صیادی از این طایفه‌اند.
طایفه کیَنیانَه:
از قدیمی‌ترین طایفه‌های پشتکوه و ملکشاهی می‌باشند. نام این طایفه از دو واژه کیه‌نی + آینه (چشمه آدینه) ریشه گرفته‌است. جد این طایفه زنبور بن کاکا بن علی جان گور از خاندان قیفره و احتمالأ از نژاد ساسانیان بوده‌است. املاک طایفه باولگ و قیطول از این طایفه خریداری شده‌است. به‌جهت بار سنگین مالیات که از عهده آن برنیامدند به کشور عراق مهاجرت نمودند و در محله شورجه عراق ساکن شده‌اند. خانواده‌ای بلوانی، غضنفری، محمدی (امیرآبادی) و همچنین خانواده‌های عبداله زاده- یوسفی نژاد- ناصری- صیدی- احمدی فر در موشه کان چرداول و خانواده‌های نثاری و علی حسینی در بخش صالح آباد شهرستان مهران، خانواده‌های ساغری، مرادی و جوشنی در شهر ایلام و خانواده ناصری و آژ در شهر مهران از این طایفه هستند. کدخدایان این طایفه کدخدا صفر، نجف احمد قلی و بهرام نثاری بوده‌اند. همچنین مصطفی زوراب و حسن زوراب از بزرگان ایل ملکشاهی در خانقین عراق، محمد کول محمد از بزرگان ملکشاهی در خانقین عراق و خسرو کول محمد رئیس مؤسسه الآسایش آب‌وهوا کردستان از این طایفه هستند.
طایفه قَیطول قَیطاس:
جد این طایفه، قیطاس بن قباد بن الله ویس بن مال هومان (مالیمان) یا میر چژنی معروف به باشی اول می‌باشد و در زمان صفویه از منطقه چنار باشی بدره به ملکشاهی مهاجرت کرده‌اند. املاک این طایفه از طایفه کینیانه خریداری شده‌است. دارای سه تیره: کوسه– قیطاسی – مرادبیگ می‌باشند. کدخدای این طایفه محم قوچگه می‌باشد. سپس در دوران معاصر محمد تقی قیطاسی به کدخدایی رسید. خانواده‌های امامی پور، قیطاسی، قمری در استان ایلام و عزیزالحاج علی حیدر نماینده عراق در یونسکو از این طایفه‌اند.
طایفه باباهای پیرمحمد (باوه):
این طایفه شامل تیره‌هایی به نام: دوسه – عبدی – نوشاد – عبدالمولا – صیاگه - عسگر - حلیم - حیر است. محل اسکان این طایفه به‌طور عمومی روستای گنبد پیرمحمد می‌باشد اما خانواده‌هایی از این طایفه در مهران و ایلام نیز ساکن هستند. کدخدای این طایفه شیرمحمد و سپس نورگه (نور محمد) بوده‌است. خانواده‌های حلیمی، سلیمانی، اکبری زاده، گهرسودی، حیدری و عسگری از این طایفه‌اند. عباس گهرسودی هنرمند ایلامی و بنیان‌گذار تئاتر ایلام از این طایفه است. سلام امینی نماینده استان ایلام در دوره دهم مجلس شورای اسلامی با اخذ ۶۱ هزار و ۳۳۸ رأی از این طایفه است.
طایفه کَلِگه: این طایفه در شهرهای ایلام، ارکواز، مهران و روستای چم انار سفلی سکونت دارند. این طایفه از بومیان سابق پشتکوه و ملکشاهی هستند. املاک این طایفه در منطقه ملکشاهی در مجاور املاک طایفه نقی می‌باشد. جد این طایفه سلمان بن کلگه است و از تیره‌های برجعلی، کرمعلی، کسعلی، رحمان، گرگه گه و گورزین تشکیل شده‌است. کدخدای این طایفه شاه ولی صمدی مقدم و پس از او منتعلی اندوز بوده‌است. خانواده‌های اندوز، کرمی، کسانی، پوزش، ملکشاهی، فرجی، فرخنده ممتاز، اصالت، ترسا، چم اناری، کَسه چم اناری، نظری، رجایی، سعادت‌فر و صمدی مقدم از این طایفه می‌باشند. شهدای این طایفه نادر اندوز و حسین کرمی هستند. همچنین برجعلی بن سلمان از جنگجویان قیام رنو از این طایفه بوده‌است.
طایفه خَرزَینوند:
این طایفه احتمالأ از ایل سوره میری و از قدیمی‌ترین طایفه‌های پشتکوه بوده‌اند. کدخدای این طایفه میر بهرام بوده‌است. خانواده‌های بیگ میری، ایلخانی، سرحدی، افشار، گل محمدی، عزیز نیا، الفتی و احمدی از این طایفه‌اند.
طایفه جمعه:
این طایفه احتمالأ از ایل سوره میری و از قدیمی‌ترین طایفه‌های پشتکوه بوده‌اند. کدخدای این طایفه منصوربگ بوده‌است.
طایفه سَرایلِوند:
از طایفه‌های چمزی است. نام این طایفه احتمالأ از کلمه ساری که کوهی در درسیم ترکیه است یا از تپه سرایل از تپه‌های مرتبط با دوران ماد و بنا به نظریه دیگر از نام جدشان سالتک گرفته شده‌است که بعدها به طایفه ساری سالتک و سرایلوند تبدیل شده‌است. از بزرگان این طایفه می‌توان به کاتوره بگ از بزرگان طایفه سرایلوند، کوخاله بگ، دوست محمد (دوسگه) برادر رضاعی احمد خان والی فیلی، شیر خان و کوزا خان، کدخدا کریم خان و کدخدا رستم خان و کدخدا ملا حسنی و راضی جانی بزرگ این طایفه در شهر اهواز، آکنه به خان، ملا ملک بیگ، حسین مهدی جانی ملکشاهی کدخدای طایفه سرایلوند ملکشاهی در کوت عراق اشاره کرد. خانواده‌های غلامی، صفری، کریمی، شیرنیا، کوهزادی، سرایلوندی، عنایتی، بزواک، پیرعلی نیا، تاخیره، تازه، تمبا، تهیا، ملکشاهی، دوستی، بیکن، اسماعیلی، کمری، فتاحی، منصوری، احمدیان، ملکشاهی اصل، محمدی، نظری و چتر سفید از این طایفه هستند.
طایفه شیَرَه میر (شهره میر):
این طایفه از طایفه‌های قدیمی پشتکوه شمرده می‌شوند که جد آن‌ها میرخان پسر شهره میر است. بیشتر مردم این طایفه در روستای بانرحمان، گنبد پیرمحمد، روستای چم انار و شهرستان مهران زندگی می‌کنند. طایفه کل کل در گذشته از این طایفه جدا شده‌اند. خانواده‌های عزیزی، نورایی، تافته، قنبری، عبدالمحمدی، رشیدپور، فانوس نشان، ولدی، مؤمنی، تندر، شیرمحمدی، تارین، یارمحمدی، سبزه، مرادی، پری بستر، فروغ فرید، اخش، تخشا از این طایفه می‌باشند. کدخدای این طایفه سهیل بگ قنبری بوده‌است و سپس شاه مراد به کدخدایی این طایفه رسیده‌است. همچنین رئیس بگ عزیزبگ از جنگجویان قیام رنو از این طایفه بوده‌است.
طایفه کُل کُل:
بنا به روایتی این طایفه از کرمانشاه به طایفه شهره میر ملحق شده‌اند و بنا به نظریه دیگر این طایفه از نسل میرخان جد طایفه شهره میر هستند که در قدیم از طایفه شهره میر جدا شده‌اند. مردم این طایفه در ارکواز ملکشاهی منطقه بان باباخان زندگی می‌کنند. خانواده‌های کاکی، بیاخش و رئوفی از این طایفه می‌باشند.
طایفه کَله وَند:
این طایفه به چهارتیره: شنبه، دای، جانی، رویی (فامیل) تقسیم می‌شود. کدخدای این طایفه حاج میرآقاشاهمرادیان و قبل از او هاشم خانزا بوده‌است. کله ون از طایفه‌های قدیمی پشتکوه و ملکشاهی و نام آن برگرفته از درختان وَن نَر (بُنه) بوده‌است. مردمان این طایفه اغلب در روستای باستانی کلک ساکن می‌باشند. بنا بر نوشته محمد خورشید پاشا در کتاب سیاحتنامه حدود، در سال ۱۲۶۴ هجری قمری تیره‌ای از طایفه کلوند (۲۵ خانوار) در دوزخورماتو ۸۸ کیلومتری جنوب شهر کرکوک جزو طایفه‌های کرد سکونت داشته‌اند. بر اساس دست نوشته پیرمحمد عابد طایفه‌های کنیاینه، خلیلوند، رسولوند و کله وند (کله ون) از بومیان اصیل منطقه پشتکوه و ملکشاهی شمرده می‌شوند. جمعیتی از این طایفه در شهرک اسلامیه مهران، ارکواز ملکشاهی، ایلام و کشور عراق ساکن هستند. خانواده‌های شاهمرادیان، کلوندی، داوودی، سلیمانی، آساره، آبروشن، شیخی، یاری، مامی، پژم، آشناگر، دوستکام، خدارحمی، ایرانی، علی حسینی، خویه، آبشتی، تاراس، یوسفی، ملکشاهی، نادبی فر، عبدی، افرنگ، پرهیز، تاپاک، شامحمدی، ملکشاهی نژاد، حیدری، اسماعیلی، ابراهیم‌زاده، کشاورز، امیدی، آیتی، میرزایی، عباسی و اخضری از این طایفه‌اند. شهید الیاس مامی و حاج میر آقا شاهمرادیان از این طایفه‌اند. همچنین هاشم خانزا از جنگجویان قیام رنو از این طایفه است.
طایفه خِیَرشَه:
این طایفه از قدیمی‌ترین طایفه‌های پشتکوه بوده‌اند و بزرگان طایفه‌های گچی از این طایفه‌اند. بزرگان این طایفه توشمال مامگه رِئیس ملکشاهی گچی و توشمال عبدالحسین حاجی زاده و کدخدایان این طایفه حاجی درویش و کلانتر غیاثی بوده‌اند. خانواده‌های حاجی زاده، غیاثی، روشنی در شهر قصر شیرین استان کرمانشاه از این طایفه‌اند. خانوادهٔ تولیده (نوادگان توشمال مامگه) هم که بخشی از آن‌ها در روستای اما و بخشی در شهرستان ایلام زندگی می‌کنند و خانواده‌های ملکی زاده، بسطامی، احمدی و حاتمی از این طایفه هستند. حسن تولیده از هنرمندان استان ایلام و هم چنین سردار شهید علی بسطامی فرمانده اطلاعات عملیات لشکر ۱۱ امیرالمؤمنین نیز از این طایفه هستند.
طایفه قَیطول و حَلاج:
این طایفه از طایفه‌های گچی است. کدخدایان این طایفه حمگه (حمدالله)، داراخان و احمد پورملکشاهی بوده‌اند.
طایفه کوکِی:
از طایفه‌های گچی هستند. کدخدای این طایفه میرزا حسین سلیمانی بوده‌است. خانواده‌های سلیمانی و منصوری از این طایفه‌اند.
طایفه خَلَف:
این طایفه در محل مهر و عما شهرستان ملکشاهی ساکن هستند و از قدیمی‌ترین طایفه‌های پشتکوه هستند. کدخدای این طایفه کرم خلف زاده و سپس کدخدا علی خان بوده‌است که مادرش از طایفه‌های ایل گوران کرد بوده‌است.
طایفه دوقُرصه:
این طایفه شامل چهار تیره: فرج – خدامراد – الله مراد – خاصگه است. کدخدای این طایفه موخان بوده‌است. خانواده‌های پالیزبان، آزاد، الله داد، رشیدیان، فاضلی و طهماسبی در شهر ایلام از این طایفه‌اند. علی محمد آزاد استاندار سابق استان ایلام و استان سیستان و بلوچستان و استاندار کنونی استان همدان از این طایفه است.
طایفه رَسولوند:
از طایفه‌های قدیمی پشتکوه و ملکشاهی شمرده می‌شود. این طایفه دارای چهار تیره: کربلایی – سوره – علی میرزا – قمبر است. کدخدای این طایفه داراب بیگ اکبری وسپس حاج حسین اکبری بوده‌است. سردار نعمان غلامی فرماندهی سپاه استان ایلام، فرماندهی سپاه سیستان و بلوچستان و رئیس سازمان بسیج سازندگی کشور از این طایفه است.خانواده‌های اکبری، محبی، کریمی، عزیزی، عباسی، غلامی، آرمیون و باقری در شهرهای ایلام و ارکواز از این طایفه‌اند. محمد حسین کریمی قهرمان آسیا در رشتهٔ تیراندازی، سرهنگ شعبان تیلا رئیس معاونت برنامه و بودجه سازمان بسیج مستضعفین کشور، روح‌الله اکبری کارگردان و تهیه‌کننده ایلامی و برنده جوایز جشنواره پری‌ژونس آلمان، جشنواره نیس فرانسه، جشنواره عمار و جشنواره بین‌المللی رسامو همچنین فرهاد شاهمرادیان از شعرای شهرستان ملکشاهی از این طایفه می‌باشند.
طایفه سیرانَه:
این طایفه در روستای سیرانه شهرستان ملکشاهی ساکن هستند.
طایفه باولِگ:
جد این طایفه میر جشنی (میر چژنی) - قیطاس بن قباد بن الله ویس بن مال هومان- بوده‌است و به سه تیره: ملک شه– ایوه شه – سلامراد تقسیم می‌شوند. ملک شه دارای شش فرزند ۱- پاشه ۲- قیصور دارای دو فرزند مولی و فرزالی بوده‌است ۳- هواس (تیره‌های هواس و لطفی) ۴- دولتیار (جد حاتگه و دوشم) ۵- شهباز (جد باولگ گچان) ۶- سیاوش می‌باشد. ایوشه دارای فرزندانی به نام‌های: خان احمد (محمود بگ، دارابگ و خانابگ)، میری بگ (میر احمد)، حیلگه، رحمتعلی، شارگه، عنبره، فریمبگ و کلبعلی (کلاه پهن ایلام) بوده‌است. سلامراد فقط یک فرزند به نام قیطول قیطاس داشته‌است. کدخدا یاری بگ، شیخ ابوالقاسم واسطی، احمد ناصری گهر جوانترین نماینده تاریخ استان ایلام در دوره پنجم مجلس شورای اسلامی با ۹۲٬۶۴۶ رأی ماخوذه و ۵۲ درصد کل آرا و آیت‌الله لطفی امام جمعه شهر ایلام از این طایفه‌اند. تیره‌ای از طایفه باولگ به شهرستان چرداول مهاجرت کرده‌اند. خانواده‌های نصری و نصیری در شهر سرابله و خانواده‌های محمد یاری، نظری و گل گل نیا در شهرستان سیروان از این طایفه‌اند. همچنین تیره‌هایی از طایفه‌های لرستان به میان طایفه باولگ مهاجرت نموده‌اند.
طایفه حَمانه و کول (علی نظر):
به روایتی جد این طایفه شاه قُطبین بوده‌است. خانواده‌های ناصری، اکبرزاده، تردست، میرزایی، همایونی، عسکری، نادی، سلیمانی وخانواده‌های خیری، کوخایی از شهروندان روستای چشمه چاهی واقع درشهرستان سیروان از این طایفه‌اند. همچنین عادل خانی از شعرای شهرستان ملکشاهی از این طایفه است.
طایفه سِیَه گَه:
این طایفه در اصل از قیطولی انارگ ایل ارکوازی می‌باشند.
طایفه کُناری وَند:
این طایفه مهاجرند و در اصل از ایل حسنوند لرستان می‌باشند که به پشتکوه مهاجرت نموده‌اند. خانواده‌های خلیلیان و کمی پور از این طایفه‌اند.
طایفه کَوگِر (کبک گیر):
این طایفه مهاجرند و در زمان حسینقلی خان ابوقداره والی پشتکوه برای گرفتن کبک زنده از لرستان به پشتکوه آورده و در میان ایل ملکشاهی سکونت نموده‌اند.
طایفه گَراوَندی:
این طایفه مهاجرند و از طایفه گراوند لک لرستان می‌باشند که به میان ایل ملکشاهی مهاجرت نموده‌اند. کدخدای این طایفه شمس‌الله بوده‌است. در شهرهای ارکواز و ایلام ساکن هستند.

حاج فرامرز اسدی حاکم استان ایلام پشتکوه و ریاست ایل ملکشاهی

## افراد سرشناس
از بزرگان این ایل می‌توان به عالیجاه افتخار الحاج توشمال حاج فرامرز اسدی از مشاهیر استان ایلام، ریاست ایل ملکشاهی و اولین فرماندار ملکشاهی اشاره کرد. حاج فرامرز اسدی از طرف پدری به طایفه‌های گرزدین‌وند چمزی، پهلوان موسی خمیس گرزدین‌وند و از طرف مادری به طایفه‌های گچی ایل ملکشاهی منسوب است و طایفه‌های گچی دایی‌های او شمرده می‌شوند. دیگر بزرگان این ایل پهلوان موسی خمیس گرزدین وند و ملگه پهلوانان ایران زمین در دربار فتحعلی شاه قاجار و سرداران سپاه شاهزاده محمد علی میرزا دولتشاه در نبرد با امپراتوری عثمانی و شاه محمد یاری رهبر قیام مردم ایلام در عصر رضا شاه هستند. توشمال حاج فرامرز اسدی در سال ۱۳۲۰ و بعد از جنگ جهانی دوم که کشور ما تحت تسلط بیگانگان بود از سوی دولت مرکزی به عنوان رئیس‌العشایر و حاکم کل پشتکوه منصوب شد. در این زمان منطقه پشتکوه و استان ایلام که قسمتی از استان پنجم یکی از ۱۰ استان کشور ایران بود از امن‌ترین مناطق کشور شمرده می‌شد و حاج فرامرز در کل استان ایلام حکمیت داشتند.
از دیگر بزرگان این ایل می‌توان به کدخدا قنبربگ از طایفه کاظم بگ از رشیدترین مبارزان حسین قلی خان والی، عالیجاه توشمال اسد از طایفه خمیس، عالیجاه توشمال داراب خان از طایفه خمیس، توشمال نامدار رحیمی، توشمال شهباز، توشمال صحبت رحیمی، حسن خان ملکشاهی نماینده مردم استان ایلام قبل از انقلاب، موسی اسدی اولین رئیس فرهنگ ملکشاهی، کدخدا دارابگ اکبری وکدخدا حسین اکبری از طایفه رسول وند، حاجی نورگه از طایفه باباهای پیرمحمد، حاج عباس خان رحیمی، حاج عباس عزیزیان، کدخدا علی خان از طایفه خلف گچی، کدخدا ولدبگ از طایفه کاظم بگ، توشمال مامگه و توشمال عبدالحسین حاجی زاده از طایفه خیرشه گچی، حاج میر آقا (محمود) شاهمرادیان از طایفه کله وند، کدخدا دارابگ فاضلی از طایفه روسگه، کدخدا میرزا حسین سلیمانی از طایفه کوکی گچی، سهیل بگ کدخدای طایفه شیره میر، قوچگه و عزیز الحاج علی حیدر نماینده دولت عراق در سازمان بین‌المللی یونسکو از طایفه قیطول قیطاس، فؤاد محمد حسین رئیس دیوان ریاست آب‌وهوا کردستان و وزیر امور خارجه کشور عراق، حبیب محمد کریم دبیر سابق کمیته مرکزی حزب دموکراتیک کردستان و آراس حبیب محمد کریم دبیرکل کنگره ملی کشور عراق و اولین کرد شیعه در کشور عراق در سمت دبیرکل از طایفه حسین بگ، خسرو کول محمد رئیس مؤسسه الآسایش آب‌وهوا کردستان از طایفه کینیانه، میرزا محمد تقی قیطاسی، کدخدا شکربگ و عبد از طایفه شکر بگ، کدخدا منصوربگ از طایفه جمعه، کدخدا قیسی رحیمی از طایفه خمیس، کدخدا کرم و کدخدا کیکاووس از طایفه خلیل وند، میر بهرام از طایفه خرزینوند، محمد علی لت ور، رحیم خان، فاضل، کاظم، محمد علی خان خمیس، کریم خان، باقر خان خمیس، محمد کریم از طایفه حسین بگ، کدخدا موخان از دو قرصه، داراب خان داراخانی، علی پاشا داراخانی، کدخدا کرم خلف زاده از طایفه خلف، حاج شیرمحمد از طایفه باباهای پیر محمد اشاره کرد. همچنین کبری فرهادرخ برگزیده نخستین جشنواره زنان نام‌آور و نان آور کشور و لیلا قاسم ملقب به عروس کردستان و خواهر لیلا از قهرمانان ملی کردستان و اولین شهید زن کردستان توسط رژیم بعث عراق به‌دلیل مبارزه برای احقاق حقوق مردم کردستان از ایل ملکشاهی هستند.

## تاریخچه
ایل ملکشاهی از قدیمی‌ترین و ریشه دارترین ایل‌های ایران است که بنا به روایتی نسب به امیر کُرد ملکشاه (ملکیش) چمشگزک و جمشید شاه اسطوره‌ای ایران و بنا به روایت دیگر نسب به سلطان ملکشاه سلجوقی می‌رسانند. شرف خان بدلیسی در کتاب شرفنامه بدلیسی چنین می‌آورد: ایل ملکشاهی چمزی چمشگزک ملکشاهی به کثرت عشایر و قبایل و ازدحام اعوان و انصار در میان کردستان مشهورند و با افتخار به سرزمین ایران خدمت نموده‌اند و حاکم علی‌حده در میان ایشان نصب شده‌است. وسعت ولایت امیران این ایل در میانه کردستان به مثابه‌ای وسیع است که خواص و عوام به خصوص سلاطین و حاکمان در نامه‌ها و اسناد و احکام، اطلاق لفظ کردستان را بر قلمرو ولایت ایل ملکشاهی چمزی چمشگزک ملکشاهی می‌کنند. در ولایت چمشگزک سلسله امرائی به فرمانروایی برخاستند که نخستین امیر آنان ملک محمد نام داشته و بعد از وی پسرش ملکشاه به حکومت رسیده‌است. خاندان ملکشاهی چمشگزک در اندک مدتی قدرت و نیروی زیادی پیدا کرده و بر بسیاری دیگر از نواحی آن اطراف استیلا یافتند و حتی در دوران حکومت مغول، تیموریان و سلاطین قراقویونلو امارت خود را حفظ کردند. نخستین امیر قدرتمند چمشگزک امیر ملکشاه بن محمد بود. ملکشاه امیری شایسته، با اطلاع و معلومات کافی از امور کشور داری بوده‌است و به علت قدرتی که داشته به فکر استقلال قلمرو خود افتاده و به این منظور در سال ۵۹۶ هجری قمری در مقابل سلطان سلجوقی قد علم کرد و بر مناطق وسیعی استیلا یافت اما عاقبت در سال ۵۹۸ هجری قمری ناجوانمردانه به دست سلیمان بن قلیچ ارسلان سلجوقی کشته شد. پس از کشته شدن ملکشاه پسرش مَلِک محمد بر سریر امارت نشست و از نو در احیای امارت موروثی چمشگزک کوشید و آن را سر و سامانی دوباره داد و بر قلمرو پیشین پدرش دست یافت. اولین حاکم شناخته شده این خاندان که بر اساس کتیبه ها شناخته می‌شود، خالد الملکیشی الکردی است که پنج پسر به نام‌های: جلال، محمود، احمد، علاءالدین علی و کیقباد داشت. 
در زمان اوزون حسن آق‌قویونلو، که قصد قلع و قمع دودمان‌های محلی مرتبط با قراقوینلوها را داشت؛ شیخ حسن کرد، امیر جوان چمشگزک، هجوم آق قویونلوها و خربنده‌لوها به چمشگزک را دفع کرد و اعقاب وی تا زمان شاه اسماعیل یکم صفوی استقلال خود را حفظ کردند. بعد از شیخ حسن پسرش سهراب بیگ حاکم چمشگزک بود و پس از او حاج رستم بیگ چمشگزگ بر سریر حکومت نشست.

### دوره صفویه
سلطان محمد دوم عثمانی پس از غلبه بر حسن بیگ بایندوری، نامه‌ای به حاج رستم بیگ چمشگزگ، نوه امیر شیخ حسن، نوشت و از وی طلب همراهی کرد اما حاج رستم بیگ چمشگزگ دعوت او را قبول ننموده و قلعه کماخ را به عثمانی‌ها تسلیم نکرد. شاه اسماعیل یکم صفوی در ۹۱۲ ه‍. ق، نورعلی خلیفه، از امرای قزلباش، را برای تسخیر ولایت چمشگزک فرستاد. حاجی رستم‌بیگ، چمشگزک را تسلیم نورعلی خلیفه کرد و خود به خدمت شاه اسماعیل یکم رسید. شاه نیز ناحیه‌ای از توابع عراق را در عوض ولایت چمشگزک به او داد. مردم چمشگزک به سبب رفتار ظالمانه نورعلی خلیفه و کشتار عده بسیاری از عشایر ملکیشی چمشگزک، با او مخالفت کردند و پیکی نزد حاج رستم بیگ چمشگزگ در عراق فرستادند، اما هم‌زمان جنگ چالدران میان اسماعیل یکم صفوی و سلطان سلیم اول عثمانی درگرفت و حاج رستم بیگ چمشگزگ که در رکاب شاه اسماعیل یکم صفوی بود، در جنگ کشته شد. پیرحسین‌بیگ، فرزند حاج رستم بیگ چمشگزگ، با شنیدن خبر قتل پدرش از قلمرو حکومت پدرش حاج رستم بیگ چمشگزگ در عراق با این تصمیم که به ملازمت سلاطین چراکسه مصر در آید عزم سفر نمود، ولی در اثنای راه ممای بیگ حاکم ملطیه او را تشویق کرد که برای انتقام گرفتن از نور علی خلیفه قزلباش به سلطان سلیم اول بپیوندد. پیر حسین بیگ پند و راهنمایی او را به کار بست و در آماسیه به سلطان سلیم اول پیوست. سلطان از شهامت و بی‌باکی او بسیار خوشش آمد و به محمد پاشا میرمیران مرعیشی فرمان نوشت که به همراهی پیرحسین بیگ، چمشگزک را از نیروهای نور علی خلیفه باز پس گیرد و در اختیار پیر حسین بیگ قرار دهد. پیر حسین بیگ قبل از آنکه نیروهای محمد پاشا میرمیران مرعیشی برسند، با سپاهی از مردم چمشگزک به نبرد با نورعلی خلیفه برخاست و در اندک مدتی نیروهای نور علی خلیفه قزلباش را شکست داد و او را به قتل رساند. او سی سال بر چمشگزک حکومت کرد و یکی از امرای توانای چمشگزک شد. پس از مرگ پیرحسین‌بیگ در ۹۵۱ ه‍. ق، فرزندان او بر سر جانشینی توافق نکردند.
از پیر حسین بیگ ۱۶ پسر بر جای ماند؛ ۱- خالد بیگ ۲- محمدی بیگ ۳- رستم بیگ ۴- یوسف بیگ ۵- پیلتن بیگ ۶- کیقباد بیگ ۷- بهلول بیگ ۸- محسن بیگ ۹- یعقوب بیگ ۱۰- فرخشاد بیگ ۱۱- علی بیگ ۱۲- کلابی بیگ ۱۳- کیخسرو بیگ ۱۴- کیکاوس بیگ ۱۵- پرویز بیگ ۱۶- یلمان بیگ، که هر کدام دم از حکومت جداگانه می‌زدند و حاضر از اطاعت از بزرگتر خود نبودند، سرانجام قلمرو حکومت چمشگزک به سه قسمت تقسیم شد؛ «مجنکُرد»، «پرتک» و «سُقمان». ناحیه «مجنکُرد» به امیر محمدی بیگ، ناحیه «پرتک» به رستم بیگ و ناحیه «سُقمان» به کیخسرو بیگ رسید.
بعد از امیر ملکشاه و حاج رستم بیگ چمشگزگ چند نسل که آخرین آنان امیر عالیجاه شه میر (شیه میر) از امرای دوره صفویه بود ریاست ایل ملکشاهی را بر عهده داشت. رؤسای ایل ملکشاهی چمزی چمشگزک ملکشاهی را بنا به گفته بدلیسی میر می‌خواندند که امارت و حکومت را به ارث می‌بردند که شه میر جد بزرگ طایفه‌های گرزدین وند آخرین امیر بزرگ این خاندان به‌شمار می‌رفت که بر قلمرو وسیعی از کردستان، درسیم کردستان ترکیه و منطقه پشتکوه استان ایلام کنونی حکومت می‌نمودند و وجود قلعه کماخ در دیاربکر ترکیه و قلعه جوق در شهرستان ملکشاهی در استان ایلام مؤید این موضوع است.
شه میر جد بزرگ طایفه‌های گرزدین وند، آخرین امیر بزرگ اتحادیه ایلی چمشگزک و از امرای نامدار دورهٔ صفویه، دارای فرزندانی به اسامی: خمیس، کاظم بیگ، شکربیگ، حسین بیگ، رستم بیگ (روسگه)، نقی (نظربیگ)، خداداد، ملگه و شیه وردی بود، که خلف این اسامی که ذکر کردیم، طایفه‌هایی را به همین نام‌ها تشکیل داده‌اند. این طایفه‌ها، نام خود را نیز به سایر طایفه‌های ساکن در منطقه داده و به ایل ملکشاهی چمزی نامیده شدند.
شرف خان بدلیسی در کتاب شرفنامه بدلیسی در ارتباط با جد بزرگ طایفه‌های گرزدین وند امیر الامرای کردها در سال ۱۰۰۵ هجری قمری چنین آورده‌است: «او الحق مردیست به زیور فهم و فراست آراسته و بحلیه عقل و کیاست پیراسته در حفظ و حراست ولایت و ضبط و صیانت عشیرت از امثال و اقران ممتاز و منفرد در امور جهانداری و تدبیر دنیا داری در میانهٔ حکام کردستان بر همگنان سرافراز و از حیثیات جبلی در فن موسیقی از علمی و از عملی پیشتر و راست کار و سر حلقهٔ عشاق دایره ادوار است و در فنون سخاوت و اقسام فتوت و مروت و شجاعت یگانه اعصار و ثانی حاتم و اسفندیار با خورد و بزرگ به طریق مدارا و مواسا سالک و به جمیع ادوات و آلات ظروف و اوانی حکومت مالک بالفعل.»

### دوره افشاریه
در اواخر دوره افشاریه و زندیه، «خمیس»، رئیس ایل ملکشاهی و فرزند ارشد شه میر، به‌دلیل این که قدرت جسمی خارق‌العاده (معجزه آسا) داشته‌است، معروف برادران شد و والی اسماعیل خان – والی لرستان و ایلام کنونی – وی را به فرماندهی نظامی منصوب نمود و حسن خان والی نوه اش را به نزد وی فرستاد تا قیام عشیره مالیمان (مال هومان) را سرکوب نماید. علاوه بر این، خمیس مردی رقیق‌القلب و انسان‌دوست بود و بعد از سرکوب کردن قیام عشیره مالیمان (مال هومان)، اجازه نداد «خورگه» پسر رئیس عشیره مالیمان (مال هومان) را به قتل برسانند و وی را از مرگ نجات داد. در همین دوران ریاست ایل ملکشاهی چمزی به عهده خمیس بود.
در دوره پادشاهی نادر شاه افشار امرای چمزی ایل ملکشاهی در بسیاری از جنگ‌ها، ازجمله جنگ با ترکمن‌ها در سال ۱۱۴۷ ه‍.ق و تسخیر بلخ در سال ۱۱۴۹ ه‍.ق و تسخیر قندهار در سال ۱۱۵۱ نادر را یاری کردند.
در اواخر پادشاهی نادر شاه افشار، خمیس – رئیس ایل ملکشاهی – به‌دلیل سنگینی بار مالیاتی نادر شاه، قیام نمود و شورش طایفه‌های فیلی را رهبری کرد. در کتاب تاریخ جهانگشای نادری آمده‌است؛ جمعی از سرکردگان طایفه فیلی [بزرگان ایل ملکشاهی به ریاست خمیس شه میر]، حدود بیست نفر از محصلان مالیاتی نادرشاه را به قتل رساندند و چون طایفه‌های دیگر از چنین اقدام فیلی‌ها مطلع شدند، آن‌ها نیز، محصلان مالیاتی خود را به قتل رساندند.
مروی در عالم آرای نادری در این مورد می‌گوید: چون مقدمهٔ زجر و سیاست به سرحد افراط رسید، جمعی از سرکردگان طایفهٔ فیلی [ایل ملکشاهی و در رأس آن‌ها خمیس شه میر] متفق گشته، به قدر بیست نفر از محصلان دارای گیتی ستان نادرشاه را به قتل رسانیدند. چون طایفه‌های دیگر آن حرکت را دیدند هرکس محصلان مالیاتی خود را به قتل آورده، به جماعت ذکرشده ملحق گشتند.

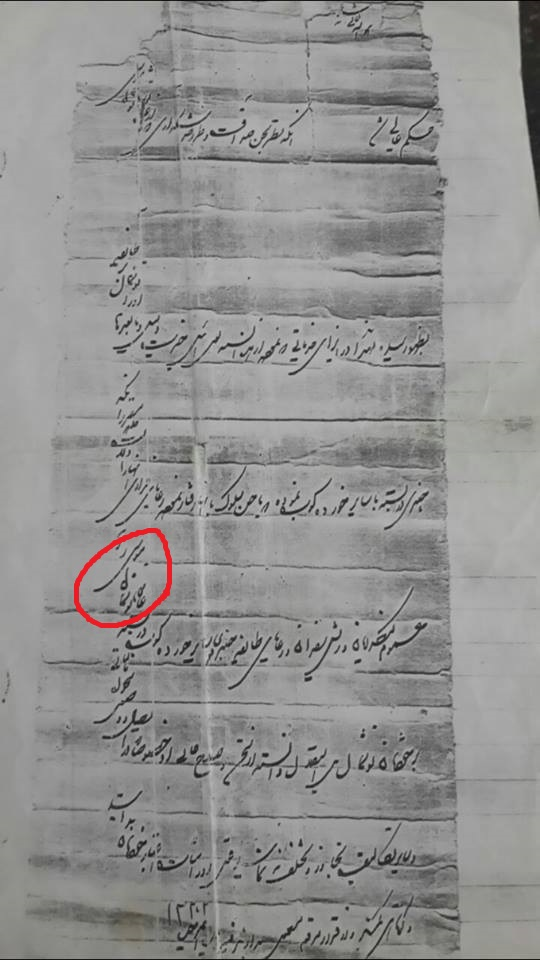
حکم عالی شاهانه از سوی شاهزاده محمدعلی میرزا دولتشاه و فتحعلی شاه قاجار مبنی بر ریاست ایل ملکشاهی پهلوان موسی خمیس گرزدین وند در متن سند آمده‌است حکم عالی آنکه نظر به حسن صداقت و حسن سلوک و خدمات ارزنده‌ای که از عالیجاه توشمال موسی به ظهور رسیده او را عالیجاه توشمال طایفه‌های چمزی ایل ملکشاهی و سایر طایفه‌های خورده کوب (هورده کو یا طایفه‌ها با جمعیت کمتر) نموده از این به بعد مقرر آنکه تمامی توشمالان و کدخدایان و ریش سفیدان و رعایای طایفه‌های چمزی ایل ملکشاهی و همچنین سایر طایفه‌های خورده کوب (هورده کو یا طایفه‌ها با جمعیت کمتر) عالیجاه توشمال موسی را بر تمامی توشمالان دیگر برتر دانسته از سخن و صلاح عالی او به‌خصوص احکام و تکالیف مالیاتی تجاوز و تخلف ننمایند و احکام و تکالیف وی را بر خود لازم دانسته و ملزم به اجرای آن هستند و تجاوز و تخلف از احکام عالیجاه توشمال موسی همانند تجاوز از احکام شاهزاده و شاه قاجار است. تاریخ سند ۱۲۲۲ هجری قمری برابر با سال ۱۱۸۵ خورشیدی

### دوره قاجاریه
ایل ملکشاهی در دوره قاجاریه بارها پشتیبانی خود را از حکومت مرکزی انجام داده‌اند. این ایل چه در نبردهای چندگانه با امپراتوری عثمانی و چه در سرکوب شورش‌های داخلی همواره از پادشاهان قاجاریه پشتیبانی نموده‌اند و پادشاهان و شاهزادگان قاجاریه نیز با دادن القاب و عنوان‌های مختلف به رؤسای ایل ملکشاهی رضایت خود را از آن‌ها اعلام نموده‌اند.
خمیس از همسرش «شاهی» دو پسر به نام‌های: ملگه و موسی داشته‌است که در قدرت جسمی به پدر خود برده بودند. این دو پسر خمیس، یاغی بودند و سپاهیان فتحعلی شاه قاجار و شاهزاده محمد علی میرزا دولتشاه را که از راه‌هاگذار می‌کردند مورد غارت قرار می‌دادند و اموال ثروتمندان را به نفع ضعیفان می‌گرفتند و همین امر موجب محبوبیت آن‌ها در بین مردم شده بود.

خبر سرکشی این دو پسر خمیس به گوش فتحعلی شاه قاجار می‌رسد و از شاهزاده محمد علی میرزا دولتشاه فرزند ارشد شاه و حاکم خوزستان، لرستان، کرمانشاه و غرب کشور می‌خواهد آنان را به نزد او بفرستد تا مجازات نماید؛ ولی زمانی که این دو پسر خمیس را می‌بیند که دارای جسمی قوی هستند، حیرت کرده و آن دو را مورد آزمایش قرار می‌دهد و از پسر بزرگ خمیس می‌خواهد تا با پهلوان دربارش [پهلوان عسگر یزدی] کشتی بگیرد و با او شرط می‌کند، اگر بتواند پشت این مرد را به خاک بمالد، آنان را عفو می‌کند و در غیر این صورت هر دوی آنان را خواهد کشت.
ملگه و برادرش در سیاه چادری تحت نظر بودند و در انتظار فرارسیدن زمان کشتی گرفتن بوده‌اند و موسی نظری به برادر خود می‌اندازد که مقداری نگران است. از برادر خود می‌پرسد: چرا نگران و در فکر فرورفته است؟
برادر نیز در پاسخ بدو از نتیجه و عاقبت این کشتی بدو می‌گوید: نگرانم که با آن مردی که کشتی می‌گیرم مرا بر زمین زند و شاه هردوی ما را به قتل برساند. موسی با شنیدن چنین حرفی از برادر، به شاه پیشنهاد می‌کند تا به جای برادرش ملگه با مرد شاه کشتی بگیرد.
موسی جد بزرگ خانواده‌های اسدی و داراخانی می‌باشد و ملگه جد بزرگ خانواده‌های رحیمی و عزیزیان. می‌گویند موسی دارای هیکلی بی‌نهایت تنومند بود و سینه‌هایی ستبر داشت به نحوی که در روز کشتی پهلوان دربار فتحعلی شاه قاجار با چنگ انداختن به سینه او یکی از سینه‌هایش را کند.
پهلوان موسی خمیس گرزدین وند توانست پهلوان شاه را برزمین زند و فتحعلی شاه قاجار فرمان داد هر دو برادر را بدین شرط که دیگر دست‌درازی به اموال سپاهیانش نداشته باشند از بند برهانند و پهلوان موسی خمیس گرزدین‌وند پهلوان اول ایران شد. فتحعلی شاه قاجار همچنین کمربندی جواهرنشان را به شخص پهلوان موسی خمیس گرزدین وند اعطا نمود که همواره در تمامی نبردها بر کمر این پهلوان بسته می‌شد. همچنین به همین دلیل نیز لقب امیر و توشمال به موسی و ملگه داده می‌شود و شاه آن‌ها را به ریاست ایلشان و سرداری سپاه ایران منصوب می‌نماید. تا چند سال پیش بازوبند پهلوانی ایران زمین که به پهلوان موسی خمیس گرزدین وند داده شده بود موجود بود ولی متأسفانه به‌دلیل بی‌توجهی تکه‌تکه شده و فروخته شد. لازم است ذکر شود برتری ایل ملکشاهی در نبرد با سپاهیان متجاوز امپراتوری عثمانی و دریافت فتح نامه مربوط به این خاندان (طایفه‌های گرزدین وند) می‌باشد. پهلوان موسی خمیس گرزدین وند سرداری این سپاه را بر عهده داشت.

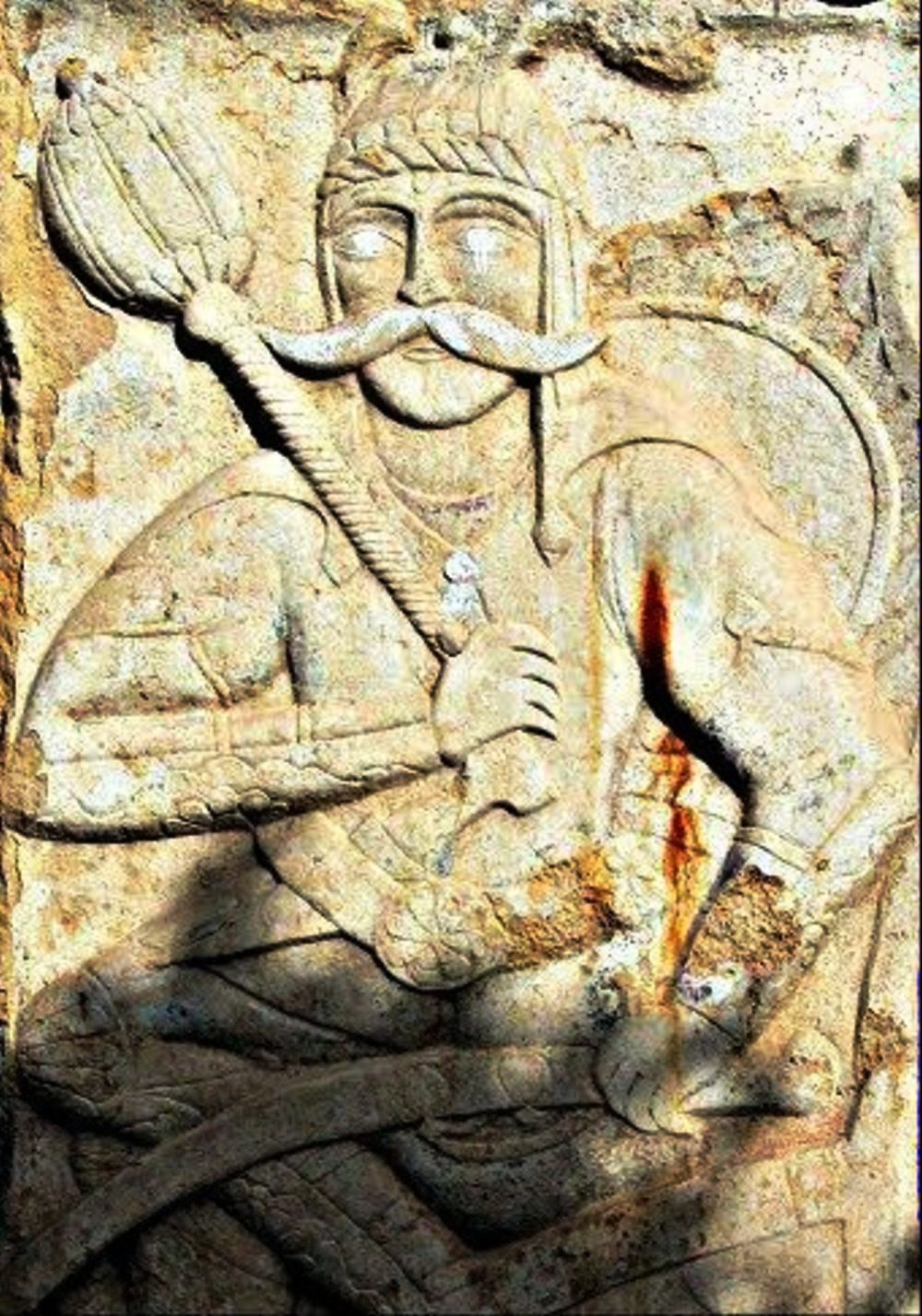
پهلوان موسی خمیس گرزدین وند پهلوان ایران زمین در اوایل قاجاریه، ریاست ایل ملکشاهی و سردار سپاه ایران در نبرد با امپراتوری عثمانی

#### فتح نامه

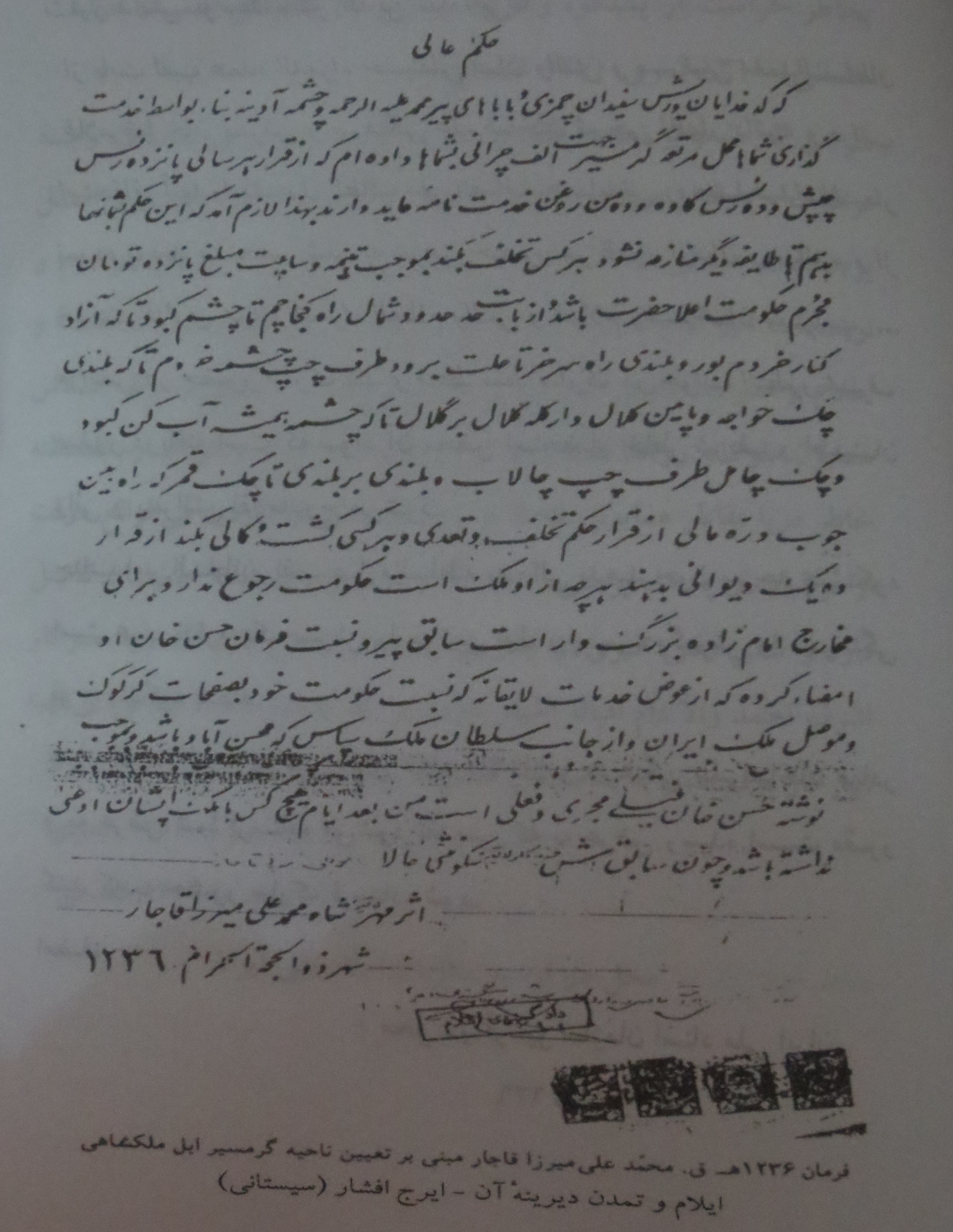
فتح نامه فتحعلی شاه قاجار از سوی شاهزاده محمدعلی میرزا دولتشاه به پهلوان موسی خمیس گرزدین وند جد بزرگ حاج فرامرز اسدی به پاس پیروزی بر سپاه امپراتوری عثمانی و تصرف شهرهای سلیمانیه، زور، موصل، کرکوک و سامرا و محاصره بغداد به تاریخ ذوالحجه ۱۲۳۶ هجری قمری مطابق با ۱۱۹۹هجری شمسی

زمین‌های گرمسیر استان ایلام به مساحت ۳۶۰۰۰ هکتار ملک حاج فرامرز اسدی بوده‌است که طی فرمانی (این فرمان در میان بزرگان ایل ملکشاهی به «فتح نامه» معروف است) از طرف فتحعلی شاه قاجار و با دستخطی از سوی شاهزاده محمدعلی میرزا دولتشاه فرزند ارشد شاه، به تاریخ ماه ذوالحجه سال ۱۲۳۶ هجری قمری مطابق سال ۱۱۹۹ هجری شمسی به پاس رشادت ایل ملکشاهی در نبرد با متجاوزان عثمانی و تسخیر سلیمانیه، زور، موصل و کرکوک و سامرا و محاصره نمودن بغداد از شهرهای امپراتوری عثمانی به پهلوان موسی خمیس گرزدین وند جد بزرگ حاج فرامرز اسدی و ایل ملکشاهی داده شده بود. گفتنی است بزرگان ایل ملکشاهی گوش راست تمامی اسیران سپاه عثمانی را بریدند و در کف دست راستشان نهادند و به پایتخت روانه ساختند. در این نبرد چهار هزار سپاهی از ایل ملکشاهی چمزی که شامل صد سوار مشهور از ایل ملکشاهی چمزی و صد مبارز گرز به دست از ایل ملکشاهی چمزی (که بعدها به پاس رشادتشان و استفاده از چماق و گرز در این نبرد و نبردهای قبلیشان به طایفه‌های گرزدین وند مشهور شدند، که عبارتند از: طایفه‌های خمیس، کاظم بگ، نقی، حسین بگ، رستم بگ، ملگه، شکربگ، خداداد و شیه وردی) و سه هزار و هشتصد پیاده‌نظام، به سرداری پهلوان موسی خمیس گرزدین وند در رأس سپاه ایران قرار گرفتند. به پاس این افتخار، نقش برجسته‌هایی از این دلاور مردان در باغ نظر شیراز و موزه پارس به یادگار مانده‌است. حاج فرامرز اسدی پس از کودتای سال ۱۳۳۲ این زمین‌ها را طبق سند شماره ۵۶۶ و به تاریخ ۱۳ خردادماه ۱۳۳۵ در اداره ثبت اسناد استان کرمانشاهان به نام خود ثبت نموده بود. اما پس از انقلاب این زمین‌ها بدون هیچ دلیل قانونی توسط اداره منابع طبیعی استان ایلام مصادره گردید و به اشخاص دیگری تحویل داده شد.
شمیم در کتاب خود، در مورد نقش ایل ملکشاهی چمزی به ریاست و سرداری پهلوان موسی خمیس و حسن خان والی- والی ایلام و لرستان - که در رکاب محمد علی میرزا دولتشاه شاهزاده قاجار و فرزند فتحعلی شاه قاجار بوده‌اند و به دولت عثمانی حمله برده و بغداد را محاصره کرده‌اند، چنین نوشته‌است:
«سپاه دیگر ایران به فرماندهی دولتشاه، در حوالی شهر زور و کنار سیروان رود با کمک حسن خان فیلی و جنگجویان فیلی پشتکوه به خصوص ایل ملکشاهی چمزی (سند فتح نامه) سپاه محمد آقای کهیا و محمود پاشا را شکست دادند و فراریان ترک را تا کرکوک عقب راندند (اواخر ذو الحجه ۱۲۳۶و اوایل محرم ۱۲۳۷ هجری قمری). دولتشاه سلیمانیه را متصرف شد و از راه سامرا به طرف بغداد حمله برد. داودپاشا، حاکم بغداد، در محاصره افتاد و شیخ موسی پسر شیخ جعفر نجفی را برای شفاعت نزد دولتشاه فرستاد. اتفاقأ دولتشاه در همان اوقات بیمار شد و در محل طاق کسری وفات یافت(۲۶ صفر ۱۲۳۷ هجری قمری)
هدایت در مورد رشادت سواران فیلی و به خصوص طایفه‌های گرزدین وند ایل ملکشاهی چمزی در حمله به سپاه عثمانی در سال ۱۲۳۶ هجری قمری و دریافت فتح نامه چنین نوشته‌است: «سواران فیلی در هلاک و قتل مبارزان ینی چری، با قابض ارواح، سهیم و شریک گشتند.»
محمد تقی خان لسان الملک سپهر در کتاب ناسخ‌التواریخ در رابطه با حضور پهلوان موسی خمیس گرزدین‌وند در سپاه شاهزاده محمد علی میرزا قاجار چنین می‌نویسد: او - شاهزاده محمد علی میرزا دولتشاه- روز دیگر که خورشید سر بر زد، ساخته جنگ گشت و موسی و ده معلم انگریز -افسران انگلیسی مسئول زنبورک خانه و توپخانه- را با جماعتی از سرباز و سوار و توپخانه و زنبورک‌خانه از میان دره چنان‌که خصم ندیده و ندانست بفرستاد تا ناگاه از قفای دشمن درآیند و نبرد آزمایند و خود لشکر را جنبش داده میمنه و میسره راست کرد و بر فراز تلی صعود کرده جبین بر خاک نهاد و از کارسازِ بی‌نیاز طلب نصرت نمود و سخت بگریست. آنگاه به میان سپاه آمد. از دو سوی گیرودار دلیران بالا گرفت و دهان توپ و تفنگ صاعقه‌بار آمد و از خون مردان خاک میدان گونهٔ لعل و مرجان گرفت. رومیان (عثمانی‌ها) را مجال درنگ نماند، پشت با جنگ داده به یک بار روی برتافتند.
محمودپاشای بابان (حاکم شهر زور، سلیمانیه کنونی) و محمدآقا کهیا وزیر سلطان محمود دوم عثمانی عنان زنان به سوی کرکوک گریختند و لشکرگاه و توپخانه عثمانی‌ها به راحتی به چنگ قوای شاهزاده افتاد. محمدعلی میرزا به سلیمانیه رفت و عبدالله‌پاشا، عموی علی‌پاشا (والی وقت دیاربکر) را که پیشتر به ایران گریخته و به او پناهنده شده بود، به حکومت شهر زور منصوب کرد. ماه محرم رسید و شاهزاده به‌طور موقت دست از جنگ کشید و محرم را در سلیمانیه ماند. با پایان محرم و رسیدن صفر ۱۲۳۷ه‍.ق خیمه بیرون زد و به قصد گشودن بغداد لشکر آراست. اما قضا در کمین او بود.
در این نبرد تعداد سپاهیان عثمانی به مراتب بیشتر از سپاه ایران بود. حسن خان والی و متحدانش با چهار هزار سوار و پیاده از ایل‌های فیلی ایلام به جنگ با سپاه عثمانی رفتند. صد سوار مشهور و صد سرباز گرز به دست از طایفه‌های گرزدین وند ایل ملکشاهی چمزی (چمشگزک)، به سرداری پهلوان موسی خمیس گرزدین وند، رئیس ایل ملکشاهی، پیش‌مرگ سپاه ایران قرار گرفتند. سربازان عثمانی تاب مقاومت نداشته و فرار کردند و خائنان به دست سپاه ایران مورد تعقیب قرار گرفتند و عده زیادی از آن‌ها کشته و اسیر شدند. گفتنی است این طایفه‌ها به پاس شرکت در نبرد با امپراتوری عثمانی و دریافت فتح نامه از این پس به طایفه‌های گرزدین وند مشهور شدند.
اسناد رسمی که در سال ۱۸۲۱ میلادی مطابق سال ۱۲۳۶ هجری قمری وجود دارد و مهر محمدعلی میرزا شاهزاده قاجار بر روی این اسناد وجود دارد، صحت مالکیت اراضی را تأیید می‌کند. در این اسناد آمده‌است: پادشاه قاجار به امیران مناطق چمزی و چشمه آدینه اجازه داده‌است تا در قسمت بالای مناطق تحت سیطره ایل ملکشاهی، مراتع گسترده‌ای را برای کوچ‌های تابستانی برای احشام خود بکار آورند. همچنین از مزار امامزاده پیرمحمد نیز که یکی فرزندان امام موسی بن جعفر است مواظبت و مراقبت نماید. البته این چنین فرمانی و لطفی از جانب شاه قاجار، به سبب نقش مهمی که این مردمان در آزاد نمودن کرکوک و موصل داشته‌اند، بدان‌ها واگذار گردیده‌است و دربرابر این لطف شاهانه، مردمان این منطقه می‌بایست سالانه تعداد پانزده رأس گاومیش و ده رأس گاو و ده من روغن حیوانی را به دولت پرداخت نمایند.

#### وجه تسمیه ارتفاعات چک موسی
ارتفاعاتی در جنوب غربی شهرستان ملکشاهی در شهرستان مهران در مرز استان ایلام با کشور عراق واقع است که صحنه مبارزات سواران ایل ملکشاهی با سپاه عثمانی بوده‌است که هنوز به پاس مبارزه ایل ملکشاهی چمزی به رهبری پهلوان موسی خمیس گرزدین‌وند در نبرد با عثمانی و خاطره پیروزی ایل ملکشاهی بر سپاهیان امپراتوری عثمانی به نام ریاست ایل ملکشاهی و سردار نامدار ایرانی پهلوان موسی خمیس، به نام ارتفاعات چک موسی مشهور است و در نقشه‌های جغرافیایی نیز به کار برده می‌شود.
در فتح نامه پهلوان موسی خمیس و ایل ملکشاهی نیز شاهد ارتفاعات چک خواجه، چک چامل و چک قمر نیز در متن سند هستیم؛ ولی نامی از ارتفاعات چک موسی برده نشده‌است و نامگذاری این ارتفاعات پس از پیروزی ایل ملکشاهی بر سپاهیان عثمانی به سال ۱۲۳۶ هجری قمری برابر با سال ۱۱۹۹ هجری شمسی صورت گرفته‌است.

#### اتحاد با ظل السلطان برای غلبه بر ایل‌های شورشی
ایل ملکشاهی در سال ۱۲۹۹ هجری قمری مطابق سال ۱۲۶۰ هجری شمسی و در جریان شورش ایل‌های لرستان به یاری شاهزاده ظل السلطان فرزند ناصرالدین شاه قاجار برخاستند و ایل‌های لر: بیرانوند، دیرکوند، سگوند را مغلوب ساختند و زمینه آرامش در حکومت مرکزی را فراهم آوردند. ایل ملکشاهی در این نبردها از متحدین حسین قلی خان ابوقداره بودند. این نبردها در نزدیک کوه (هرر) واقع شد و در این نبردها چهار هزار نیرو از ایل ملکشاهی حضور داشتند.
ایل ملکشاهی در همین سال در سرکوب سران ایل‌های کرد گوران و کلهر، حسن علی سلطان گوران، عزیز خان باجلان، رضا قلی خان کلهر، داود خان کلهر و همچنین سرکوب سید رستم رئیس و بزرگ فرقهٔ اهل الحق در سپاه ظل السلطان شرکت داشتند. لازم است ذکر شود پس از دستگیری سران این ایل‌ها به‌جهت شفاعت بزرگان ایل ملکشاهی به‌دلیل هم نژادی و هم زبانی به تمامی سران دستگیرشده از طرف حکومت مرکزی امان داده شد.

#### آخرین جنگ با امپراتوری عثمانی
در سال ۱۳۲۶ هجری قمری مطابق با ۱۲۸۷ خورشیدی عثمانی‌ها با نیرویی مرکب از دو هنگ و مجهز به توپخانه، با هدف غارت محصول کشاورزان، به مهران واقع در جنوب غربی استان ایلام حمله کردند، غلامرضا خان والی پشتکوه، عده‌ای تفنگچی به سرکردگی سید جواد، پسر عموی خود برای کمک به مردم ایل ملکشاهی اعزام نمود، قوای متحد ایل ملکشاهی -طایفه‌های چمزی و گچی- و والی در این جنگ شجاعانه جنگیدند و عده زیادی از سپاهیان عثمانی کشته و اسیر شدند و به غائله مرزی خاتمه دادند.
رستم رفعتی و عباس محمدزاده در این رابطه چنین می‌نویسند: در بهار سال ۱۳۲۶ هجری قمری مطابق با سال ۱۲۸۷ خورشیدی که ارتش عثمانی به صیفی و ملخطاوی هجوم آوردند و امام زاده سید حسن را به آتش کشیدند، سواران و تفنگچی‌های ایل ملکشاهی -طایفه‌های چمزی و گچی- به سرکردگی توشمال ایل ملکشاهی فرامرز اسدی، شاه محمد یاری فرزند یار محمد و رضا فرزند قنبربگ تفنگچی باشی به دور کردن آن‌ها می‌پردازند و هفتاد نفر از سپاهیان عثمانی را نیز اسیر می‌کنند؛ در این جنگ رضا فرزند قنبر بگ تفنگچی باشی در هنگام گرفتن تفنگ از یک سرباز زخمی عثمانی کشته می‌شود. بزرگان ایل ملکشاهی یک گوش از همهٔ آن‌ها می‌برند و آن‌ها را به تهران اعزام می‌کنند. پس از این جنگ، دیگر ارتش عثمانی به مرزهای ایران تعرض ننمود.

### روابط ایل ملکشاهی و والیان فیلی
خاندان والیان فیلی همواره مناسبات دوستانه‌ای با ایل ملکشاهی داشته‌اند. این بدان معنا بوده‌است که والیان فیلی به هیچ عنوان در مناسبات و قوانین داخلی ایل ملکشاهی که توسط هیئت توشمال و کدخدایان تصویب می‌شده‌است حق مداخله نداشته‌اند و همواره از ایل ملکشاهی به عنوان متحدان خود استفاده نموده‌اند. این روابط دوستانه به تدریج با قدرت گرفتن توشمال اسد ریاست ایل ملکشاهی به‌جهت اتحاد با سران ایل‌های لرستان کمتر شد تا جایی که حسینقلی خان ابوقداره که توشمال اسد را رقیبی جدی از لحاظ سیاسی و جایگاه اجتماعی برای خود می‌دید، دستور داد که عواملش ناجوانمردانه توشمال اسد را در هنگام بازرسی از مستملکاتش در لرستان پیشکوه از پشت سر هدف گلوله قرار دهند و به قتل برسانند.
غلامرضا خان فیلی فرزند حسینقلی خان ابوقداره، برای تحکیم روابط خود با ایل ملکشاهی دختر عالیجاه توشمال حاج فرامرز اسدی به نام کشور را به همسری خود درآورد تا بدین گونه روابط دوستانه تری با مردم ایل ملکشاهی داشته باشد و همچنین این دو اتحادی را برای مقابله با تجاوزات عثمانی‌ها تشکیل دادند، که این ازدواج با فوت کشور در حین زایمان به پایان رسید و باعث تیره شدن روابط حاج فرامرز اسدی با والی ایلام گشت که با میانجی‌گری بزرگان به صلح انجامید. این روابط با فرار والیان پشتکوه و شکست آنان در سال ۱۳۰۸ هجری شمسی از رضا شاه به پایان رسید و عالیجاه توشمال حاج فرامرز اسدی حکومت استان ایلام و حکمیت در میان ایل‌های پشتکوه استان ایلام را قبل و بعد از جنگ جهانی دوم به عهده داشت. در سال ۱۳۰۸ که یدالله خان فرزند ارشد غلامرضا خان فیلی برای درخواست کمک از ایل ملکشاهی و بازگرداندن غلامرضا خان فیلی به قدرت با ۵۰ تفنگچی وارد ایل می‌شود، فرامرز اسدی ریاست ایل ملکشاهی به آن‌ها جواب رد می‌دهد که در این کار شهباز و نامدار رحیمی نیز با وی همراهی می‌کنند و فرزندان والی را از قلمرو ایل ملکشاهی دور می‌سازند. یدالله خان نیز به ناچار دست یاری به سوی شاه محمد یاری کدخدای طایفه نقی، دراز می‌کند و او نیز با تعدادی دیگر از اهالی ملکشاهی و سایر طایفه‌های استان ایلام با وی همراهی می‌کنند و قیام سال ۱۳۰۸ ضد رضا شاه را ترتیب می‌دهند.
قابل ذکر است که تا زمان شکل‌گیری قیام، شهاب الدوله برادر غلامرضا خان والی و علیقلی خان پسر او با نیروهای دولتی همکاری می‌کردند اما با شکل‌گیری نارضایتی مردم از مأموران دولتی علیقلی خان به شورشیان پیوست. همچنین عالیجاه توشمال حاج فرامرز اسدی پس از مردمی‌تر شدن قیام پشتیبانی و پشتیبانی خود را از قیام اعلام کرد.

### دوره پهلوی

#### قیام علیه رضاشاه پهلوی
با روی کار آمدن رضا شاه بر سر قدرت، یکی از کدخدایان ایل ملکشاهی به نام شاه محمد یاری قیام سال ۱۳۰۸ هجری شمسی پشتکوه استان ایلام را رهبری نمود. در این قیام که هسته مرکزی آن ایل ملکشاهی بود، مردمی از ایل میشخاص، ایل ملخطاوی، ایل علی شروان بدره، ایل خزل، ایل شوهان، ایل ده بالایی، ایل ارکوازی، طایفه عالی بیگی، طایفه طولاب، ایل کرد دهلران، ایل بیرانوند در دره شهر، طایفه قجر و… نیز شرکت داشتند که تعداد کلی شرکت کنندگان در قیام را تا چهار هزار نفر تخمین زده‌اند. شاه محمد که نیروهایش اسلحه کافی در اختیار نداشتند، تعداد زیادی سلاح و مهمات از طریق خانقین و کردستان عراق جمع‌آوری کرد تا در نبرد علیه دولت و نظامیان استفاده نمایند. این عمل او نشان می‌دهد که شاه محمد و اسلافش با کردهای بارزانی که آن زمان تحت فرماندهی احمد بارزانی بودند رابطه گرم و صمیمانه‌ای داشته‌است. قیام با حرکت شرکت کنندگان از مرکز ایل ملکشاهی شهر ارکواز و تصرف حسین‌آباد پشتکوه که بعدها به شهر ایلام تغییر نام یافت و پیشروی بیش از ۱۰۰کیلومتر تا تنگه رنو ایلام (تنگه‌ای در مسیر شهر ایلام به شهر کرمانشاه) ادامه داشت. هدف از پیشروی قیام کنندگان تسلط به شهرهای گیلان غرب، سومار، قصرشیرین و کرمانشاه و همراه نمودن مردم این شهرها با خود وگسترش قیام در سراسر غرب ایران بود. این قیام با خیانت رؤسای بعضی ایل‌ها و تجهیزات بی‌شمار ارتش رضا شاه که سرتیپ رزم آرا فرماندهی آن را به عهده داشت، پس از چندین روز درگیری خونین و کشته‌شدن تعدای از قیام کنندگان و کشته شدن تعدادی از نیروهای نظامی به سرانجام نرسید و شاه محمد یاری نیز با عفو روبرو شد.

#### اسامی جنگجویان ملکشاهی در قیام مزبور
از طایفه‌های چمزی و گچی ایل ملکشاهی
توشمال فرامرز اسدی فرزند توشمال اسد که بعدها به عنوان اولین فرماندار ملکشاهی انتخاب شد (فرامرز اسدی شخصأ در نبرد حضور نداشت ولی بعد از مردمی‌تر شدن قیام به همراه توشمال غلامعلی ناصری فرزند محمود توشمال ایل ملخطاوی از قیام پشتیبانی نمود)، شاه محمد یاری و چهار پسر و تعداد زیادی برادر زاده‌هایش، کلانتر نظری فرزند اسکندر از طایفه خیرشه، نامدار رحیمی فرزند فاضل از طایفه خمیس که شخصأ در نبرد حضور نداشت و بعد از مردمی‌تر شدن قیام از قیام پشتیبانی نمود، توشمال قاسم محمود (محمودزاده) توشمال ایل ملخطاوی که به زندان قصر قجر یا اوین کنونی در تهران انتقال یافت، رمضان از طایفه کینیانه، مرادعلی از طایفه باولگ که یک پایش را از دست داد، علی اکبر کریمی از طایفه خمیس، عبدالقاسم ناصری، بسطام بگ خرم دل فرزند خیرالله از طایفه کاظم بگ، سهیل صمیمی فرزند قنبر بگ از طایفه کاظم بگ، تاهیر جعفرنیا، دارابگ اکبری از طایفه رسولوند، رئیس، عباس و عبدگه ناصری، فتح‌الله دوسه، کاظم زبانراه که به زندان کرمانشاه منتقل شد، قیسی رحیمی که سال‌ها یاغی بود، الیاس و علیرضا و دارابگ رحیمی از طایفه رسولوند، خدامراد سعیدی، کرم ممی از مهر ملکشاهی، محمدپور ملکشاهی، علیکرم تاراج، رئیس بگ آسال، سهیل بگ گلی، نورعلی بازیار، صفگه ممی، منت زیبرم که کشته شد، حبیب گل دره که زخمی شد، گلمراد درخش و ولد بگ چتر به سر که زخمی شد، محمد تقی قیطاسی از طایفه قیطول قیطاس، میر ولی فرزند کوعلی آتشکار که در کرمانشاه اعدام شد، محمد میرزایی معروف به محه مه د قه مه کول، صید و محمد حسن کرمی از طایفه خداداد، بسطام بگ و کرم بگ فرزندان عباس، حسین علی فرزند غلامعلی، کرم بگ زنجی عفدال از مهر ملکشاهی، طهماسب ارغنده از طایفه روسگه که ناجوانمردانه کشته شد، شاه مراد جهانی، کدخدا دارابگ فاضلی از طایفه روسگه، منصور بیگ محمود از بان شیطان، دارابگ ارغن تیرانداز مشهور ملکشاهی از طایفه روسگه، حسگه محمودی از طایفه کاظم بگ، محمد بگ و محو از طایفه خرزینوند که زخمی شدند، کریم بیگ عزیز بیگ، آکنه فرزند بهٔ از طایفه دوسگه، احمد بگ رئیسی و محمد یار جمشیدی از طایفه حسین بگ، نورمحمد ناصری از طایفه باوه، علیرضا از طایفه نقی که در جنگ کشته شد، حمید ملکی از طایفه کلوند، رئیس بیگ عزیز بیگ از طایفه شه میر، علگهٔ آزاخان از طایفه کناری وند، عبد امیدی از طایفه شکر بگ، کدخدا محمد علی لت ور و رئیس علی و حسین علی منتی از طایفه شکر بگ، میره فرزند نالی از طایفه شکر بگ که زخمی شد، شمس‌الله میرزایی از طایفه خمیس، هاشم خانزا از طایفه کلوند که تا آخر عمر یاغی بود، مامه خان فرزند دوستعلی از طایفه باولگ ولن تر، صید علی و میر ولی لطفی از طایفه باولگ، کرم خان ملکشاهی از طایفه باولگ که در کرمانشاه اعدام شد، علی نور محمد از طایفه ملگه، اسکند اژدهایی از طایفه خمیس که سال‌ها یاغی شد، کاظم رحیمی از طایفه خمیس، کدخدا عبدالحسین حاجی زاده فرزند حسین و یار علی عبدی از منطقه انجیر ملکشاهی و محمد فرزند شیخه شیخی که در کرمانشاه زندانی شد، کدخدا روسی و صادق خان و ستار حاتمی از طایفه خیرشه، سید موسی فرزند شیرگه حاجی نیا که ناجوانمردانه از پشت سر هدف گلوله قرار گرفت و کشته شد، میروالی فتاحی نیا از تیره شهباز طایفه خمیس، مامه پسر حیدر بگ که به زندان تهران انتقال یافت، محمد و شاهمراد شاهمرادیان از طایفه رسولوند، باوه یارگ فتاحی، جوانمیر، پاپی فتاحی، نریمان فرزند آزاد خان نظری، حسن نظری، علگه نظری که دستگیر شد، شیربگ فرزند قنبر بگ و قهرمان شیربیگی، شاهین و منوچهر و قابر شیربیگی، باخ شاه و خط شاه فرزندان نوشاد کریمی، سلطان فرزند ساخان صادقی، موخان فرزند سورگ موسی‌زاده، قنبر فرزند سارگ سهراب زاده، قاسم و الماس فرزندان فرهاد از خاندان مقدم، اسماعیل بگ نظری، جهانگیر جاویدان، عنبر گرگین (رضایی)، نادر محمدزاده فرزند احمد، غضبان جوانمردی، عبد شاه، پیرزاد نظری، قنبر بگ هاشمی از قاصدان، عسکر کریمی از گل گل علیا، عباس بگ، هاشم بگ و سارابگ جمشیدی، نورعلی خانعلی پور، سلیم بگ محمدی، علی موسی‌زاده، خیدان صیادیان و ….

#### جنگ جهانی دوم
در طی جنگ جهانی دوم و پس از جنگ جهانی دوم و به سال ۱۳۲۰ هجری شمسی، عالیجاه توشمال حاج فرامرز اسدی ریاست ایل ملکشاهی با حکمی از سوی سرهنگ مکری فرماندار نظامی غرب کشور و با تأیید محمدرضا شاه پهلوی به سمت حاکم استان ایلام پشتکوه منصوب شد. در این زمان استان ایلام پشتکوه از امن‌ترین مناطق ایران به حساب می‌آمد و حاج فرامرز اسدی در کل استان ایلام پشتکوه حکمیت داشتند.

### انقلاب اسلامی

#### جنگ ایران و عراق
در دوران جنگ ایران و عراق مردم ایل ملکشاهی نقش بسزایی در مقابله با ارتش رژیم بعث عراق داشتند و از مرزهای غربی ایران، دفاع نمودند.
ایل ملکشاهی در این دوران محور ملکشاهی-شوهان را حفاظت می‌نمود. طایفه‌های خمیس، رسول وند، کاظم بگ، نقی، گلان، روسگه، خلیل وند، حسین بگ، علی نظر، شکربگ، قیطول، کلوند، کل کل، کناریوند، باولگ و … هرکدام تپه‌ای در اختیار داشتند. این طایفه‌ها تلفات فراوانی به ارتش عراق وارد آوردند و حتی مناطقی از خاک عراق را تصرف نمودند. این ایل دارای ۴۰۰ کشته‌شده از ۳۰۰۰ کشته‌شده استان ایلام در جنگ ایران و عراق است. به همین مناسبت بنای یادمانی در گرامیداشت آخرین دفاع مردم ایل ملکشاهی و شهدای آن در منطقه ترشابه برپا شده‌است.

## فرهنگ
ایرج افشار سیستانی خصلت‌های آنان را اینچنین بیان کرده‌است: مردم ایل ملکشاهی صادق، ساده، متدین، سلحشور، باگذشت و مهمان نوازند و در عین حال تندخو، کم حوصله و جنگاورند. رستم رفعتی مردم ایل ملکشاهی را اینچنین بیان کرده‌است: ایل ملکشاهی به رشادت و انجام وحدت مشهورترین ایل غرب ایران و استان ایلام است و در حقیقت مرزداران همیشگی غرب ایران بوده‌اند. اسلام الغربی العباسی انساب‌شناس مصری چنین می‌نویسد: مردمان ایل ملکشاهی با افتخار نمودن به فرزندان پسرشان، شجاعتشان و اسب‌هایشان شناخته می‌شوند و موقعیت‌های تاریخی بی‌شماری را به سبب شجاعتشان به دست آورده‌اند. جعفر خیتال در رابطه با شجاعت و میهن‌پرستی و بیگانه ستیزی امرای ملکشاهی چنین می‌نویسد: ایل ملکشاهی نیرومندترین ایل غرب ایران است. امرای ایل ملکشاهی، بر راه‌های نزدیک منتهی به سرزمین تحت قلمرو خود خاکستر می‌پاشیدند تا اگر بیگانه‌ای بدون خبر و اطلاع آنان پای بدین سرزمین بگذارد، از وجودش مطلع شوند و بعدها نیز بدان بیگانگان حمله‌ور می‌شدند و به جز آن که آنان را به قتل می‌رساندند، تمامی امول و احشام آن‌ها را نیز به تاراج می‌بردند.

### جشن شب چله
مراسم شب اول چلهٔ کوچک، در گذشته، به ترتیب زیر بر پا می‌شد:
جوانان با رفتن به جلو سیاه چادرها (دوارها) می‌گفتند:
امشب اول بهار است خیر به این خانه ببارد و بعد با چوب دستی به چادر می‌زدند و از نو می‌گفتند: امشب اول بهار است خیر به این خانه ببارد.
صاحب چادر، مقداری آرد، قند و چای به آنان می‌داد. جوانان آرد، قند و چای جمع‌آوری شده را به بیابان می‌بردند، آتش می‌افروختند و آردها را با پیاز، زردچوبه و روغن بز مخلوط می‌کردند و نوعی نان به نام پَپِک می‌پختند. این نان ضخیم و گرد، ۳ تا ۶ کیلو وزن داشت و داخل آن یک مهرهٔ تسبیح آبی بزرگ می‌گذاشتند، و بر این باور بودند، که هنگام تقسیم نان، هر کس که مهره سهم او شود، در آن سال شانس به او روی خواهد آورد، مراسم جشن شب چله از سر شب تا صبح ادامه می‌یافت.

## زبان و ادبیات
کردی ملکشاهی یا ملگشای از گونه‌های کردی زبان کردی جنوبی است. دانشنامه اتنولوگ از معتبرترین دانشنامه‌های جهان، پروفسور اِوا اِپلر از گروه زبان شناسی دانشگاه روهمپتون و دانشگاه کمبریج و همچنین گروه زبان شناسی دانشگاه پنسیلوانیا گویش ملکشاهی (ملگشای) را در زیر رده گویش‌های جنوبی کردی در کنار گویش‌هایی نظیر فیلی و کلهری تقسیم‌بندی کرده‌اند.
زبان و گویش کردی ملکشاهی از بکرترین و دست نخورده‌ترین گویش‌های اصیل کردی شمرده می‌شود که به‌دلیل عدم استفاده از لغات بیگانه همچنان اصالت خود را حفظ نموده‌است. زبان کردی ایلامی [لهجه ملکشاهی] رابطه نزدیکی با زبان ایرانی میانه (پهلوی اشکانی و پهلوی ساسانی) دارد، از مقایسهٔ واژگان کردی ایلامی [لهجه ملکشاهی] با زبان ایرانی میانه به این نتیجه می‌توان رسید که بسیاری از واژگان پهلوی با واژگان کردی ایلامی لهجه ملکشاهی هم ریشه‌اند و ساخت‌های هجایی یکسانی دارند. این هم آوایی، در بسیاری از افعال، مفاهیم سیاسی، دینی و اجتماعی، مشاغل، اسامی خاص، اسامی عام، عبارات ساده و حتی اصطلاحات عامیانه دیده می‌شود. همچنین واکه‌های پسین و پیشین و میانی زبان پهلوی اشکانی و پهلوی ساسانی با واکه‌های پسین و پیشین و میانی زبان کردی ایلامی (لهجه ملکشاهی) از نظام آوایی یکسانی برخوردارند. لهجه ملکشاهی شباهت‌هایی را نیز با گویش کرمانجی دارد و در این دو گویش می‌توان ساخت‌های هجایی یکسان و کلمات مشابه فراوانی را مشاهده کرد. 
شعر درمیان مردم ملکشاهی رواج بسیاری دارد به‌طوری‌که شاعران بسیاری در این ایل به پا خاسته‌اند، البته لازم است ذکر شود که این شاعران ذاتی و خدادادی شاعر بودند که ازجمله آنان می‌توان به زنده یادان حاتم عباسی، علی داراخانی، ولد چتر به‌سر، جمشید بگ، حمدالله گرگی زاده و سلیم دیواشی اشاره کرد.

### اشعاری در مدح ایل ملکشاهی
شاعر معاصر لرستانی غلامعباس ریاحی متخلص به آریا اشعاری را در مدح ایل بزرگ ملکشاهی به چاپ رسانده‌است:
| کنون خوانمت من زایلی دلیر         |  | که دارم ملک شاهی اش نام ویر       |
| دلیر و نژاده به ایران زمین        |  | نشیمن به سنندج، ایلام، عراقش چنین |
| همه گُرد و رزمی، دلیر، با نژاد     |  | چنین مردمی کم ندارم به یاد        |
| کنون گویم از بخش‌بندی به ایل       |  | که دشمن کشیدند، همه‌شان به میل     |
| نخست طایفه آید و پس بنه مال و مال |  | سرانی که به تاریخ ندارند هَمال     |
| بزرگی که ایلش کند فرّهی            |  | که حاجی فرامرز و کنیه اش بود اسدی |
| طایفه‌های که خوانم من از نام آن    |  | همه مهربان؛ سربلند در جهان        |
| خَمیس و رسول وند، نقی و گُلان       |  | در آنجا فراوان بود پهلوان         |
| خلیل وند و روسگه، خلف مهر شاد     |  | که میهمان نوازند و بر دوست یاد    |
| دوبگ دارد آن قوم در این دو بین    |  | یکی کاظم و آن دگر هم حسین         |
| زقیطول و کلوند و باولگ گرد        |  | زچه؛ کس چو نامی از اینها نبرد؟    |
| سپس کل کل و قطره سیه آیدش         |  | بلندی ایران زآن بایدش             |
| چو کوکی و خیرشه برم نامشان        |  | خداوند، جانم نگهدارشان            |
| شکربگ، سپس هم علی را نظر          |  | که بودند همه در پی صد خطر         |
| دو قرصه، کناری وند دل پاک و جان   |  | همه گفتمی از دلیر مردمان          |

### اشعار حماسی در ارتباط با پهلوان موسی خمیس
| موسای دڵاوه‌ر دیاری وه خاتِر    |  | په‌ڵەوانێ بۊ ده دەرگای قاجِر   |
| پەڵەوان دەربار شاهەنشای قاجار |  | چنگ خسەڵ گیانێ هه جور کەفتار |
| پەڵەوان موسا وه زیەم و زیخاو  |  | کوتایێ زەمین کردێ سەد تیکاو  |
| پەڵەوان دەربار شاهەنشای قاجار |  | بۊ وه سەردار ده سپاه قاجار   |
| یەڵ گورزدین وەند رستەم سانی   |  | کرد وە خوڵەکوو سپاه عوسمانی  |

معنای شعر:
موسی دلاور را به خاطر داری؟ که پهلوان دربار قاجاریه بود.
در میدان کشتی بر سر بازوبند پهلوانی ایران، پهلوان ناجوانمرد دربار شاهنشاه قاجار با چنگ انداختن بدنش را مانند کفتار زخمی‌کرد.
پهلوان موسی با وجود زخم و درد ناشی از نبرد، آن پهلوان را طوری بر زمین زد که احساس می‌کردی صد تکه شده‌است.
پهلوان اول دربار شاهنشاه قاجار در دوره قاجاریه یه سرداری سپاه نیز منصوب شد.
در روز نبرد با سپاهیان متجاوز عثمانی، پهلوان موسی خمیس ملقب به یل گرزدین وند و رستم ثانی سپاه عثمانی را در هم کوبید و به خاکستر تبدیل کرد.

### اشعار حماسی در ارتباط با فتح نامه ایل ملکشاهی و بریدن گوش سپاهیان عثمانی
حمدالله گرگی زاده این اشعار را به زبان کردی ملکشاهی سروده‌اند:
| ئیمه مەڵکشای شێره کوڕیمن     |  | ئیمه گووش رومیەل، ده بن بڕیمن  |
| رومیل زەمانه، هەم کەرن غەڵەت |  | تاگووشیلیان بڕین، ده نام حەڵەت |
| وە باڵ بەستاو، قەڵب خۊنالی   |  | گووشیان کرن وبن، دانانێ والی   |

منظور از رومی: دشمن، عثمانی----کرن وبن: اسارت.
معنای شعر: ما شیر مردهای ملکشاهی هستیم. ما گوش‌های سپاهیان رومی (عثمانی) را بریدیم. رومی‌های زمانه (عثمانی‌ها) غلط کردند که به فکر تجاوز به ایران افتادند تا در مراتع حلت (زمین‌های گرمسیر ملکشاهی) شکست خوردند و به اسارت گرفته شدند و گوش‌هایشان بریده شد.
| مەڵکشای ئەو هِنزا تو بیاراو خاتِر |  | گۊە و لۊت بڕین بار سەد قاتر |

معنای شعر: ملکشاهی را آن هنگام به یادآور که گوش و بینی به اندازه بار صد قاطر بریدند.

### اشعاری دربارهٔ قیام ایل ملکشاهی بر ضد رضا شاه
نمونه اشعاری که در گذشته راجع به قیام شاه‌محمد یاری از طایفه نقی که به مخالفت با رضاخان پهلوی برخاست و در عصر رضاشاه سروده شده است:
| شامه‌حمه‌د چۊ شێر ده فێر فەت بۊ  |  | هەزار نیرووی ئامادەی خەت بۊ     |
| کی چۊ شامگه ده تاریخ نام برد؟  |  | ده سپای میرپەنج لەشکر کەشی کرد؟ |
| شامگەی نەقی دەو دەسه شێرەیل    |  | حەیف تا سەر نەما دەور دەلیرەیل  |
| دەور دەلیرەیل حەیف نەما تا سەر |  | شامگه نەقی ده تەخت مەمبەر شاهی  |
| شامگه چۊ نادر ئەفشار           |  | سەفته ده تاریخ سەد دەور ڕووژگار |

## آداب و رسوم
آداب و سنن ایل ملکشاهی نشأت گرفته از آداب و سنن اقوام کرد آریایی است.

### هوره
نوعی آواز بلند است که می‌توان آن را تراژدی نامید که نمودار خواندن و بازگو کردن واقعهٔ جدی از وقایع تاریخی است و انسان را سخت متأثر می‌کند. کردها در گذشته در هنگام جنگ با بیگانگان این نوع آواز را می‌خواندند و به هیجان می‌آمدند. احتمال آنکه هوره از اهورا گرفته شده باشد بسیار زیاد است که در اصل از سروده‌های اصیل حماسی اهورایی بوده‌است.

### چمری
از منسجم‌ترین و ماندگارترین رسوم عزاداری مردم ملکشاهی مراسم چمر است که به‌طورمعمول برای افراد سرشناس و بزرگان انجام می‌گیرد و اغلب در این مراسم از عموم ایل‌ها و طایفه‌های استان دعوت می‌شود و گروه‌هایی از شعرا در مدح بزرگان و خصایص نیک متوفی اشعاری بر زبان می‌رانند و برخی دیگر هم این اشعار را همخوانی می‌کنند.
زنان در یک گروه و شانه به شانه در حالی‌که پارچه سیاه بلندی به طول ده‌ها متر در مقابل گرفته‌اند و مردان هم در حالی‌که علم‌هایی که بر روی آن‌ها اسامی امامان و معصومین نگاشته شده و پس از مدتی آن را به شخص دیگری می‌رسانند دایرهٔ میدان چمر را تشکیل می‌دهند.
در قسمتی از محل این مراسم تفنگ، دوربین، وسایل شکار، البسه و… شخص متوفی بر روی مادیان زیبایی که با پارچه‌های رنگارنگ تزئین شده قرار می‌دهند.

### مراسم عروسی سنتی در ایل ملکشاهی
در عروسی سنتی وقتی که داماد، عروس را از مادیان پیاده می‌کند و بایستی عروس را بر دوش بگیرد، طوری‌که پای عروس به زمین نرسد تا در حجله قرار گیرد.
این کار می‌تواند به دلایل ذیل باشد:
۱- این کار بازمانده ازدواج ربایشی در قدیم می‌باشد که هم‌اکنون به صورت نمادین و نمایشی برگزار می‌شود.
در دوره بیابان‌گردی، مرد شکار چی چوبدستی خود را برمی‌داشت و به قبیلهٔ دیگر می‌رفت و دختری را می‌ربود و به مرور زمان مرد به جای چوبدستی هدیه لایقی را به پدر زن تقدیم می‌کرد و ازدواج از راه خرید و فروش جای ازدواج از راه اسیر ساختن را گرفت و امروزه رسم ازدواج مخلوط عجیبی از اسارت و خرید و فروش است.
ویل دورانت می‌نویسد که در اسپارت، داماد برای تصاحب عروس می‌بایست عروس را به زور از خانه‌اش بیرون کشد ولی عروس هم موظف بود در مقابل او ایستادگی کند، از این رو بود که نزد اسپارت‌ها کلمه زناشویی به معنی ربودن بود.
امروزه رسم ربایش همسر منسوخ شده‌است، اما بقایای آن در ازدواج شبه ربایشی دیده می‌شود، در این نوع ازدواج، مرد با اسب به دنبال عروس رفته، به ربایش نمایشی آن می‌پردازد. ازدواج شبه ربایشی که در ایالات ایران مشاهده می‌شود مظهر کوشش جامعه در راه انطباق سنت‌ها با شرایط جدید اجتماعی است.
مک لنان می‌نویسد: فاتحین در جنگ، هر زنی را که اسیر می‌کردند متعلق به خود می‌دانستند. به زعم وی چون قبایل ابتدایی همیشه درحال جنگ با یکدیگر نبوده‌اند لذا تنها راه ازدواج، دزدیدن زنان و دختران همسایگان بوده‌است.
در تورات به عروس دزدی یهودیان اشاره شده‌است: مردان قبیله بنیامین خود را میان تاکستان پنهان می‌کردند و دختران شیلوه را می‌ربودند.
امروزه برخی از مناطق ایران در عادات و رسوم و تشریفات مربوط به عروسی نشانه‌های رمزی مربوط به گریز دادن عروس مشاهده می‌شود. در فیلم هفت عروس برای هفت برادر، این پدیده به نمایش گذاشته شده‌است.
۲- بر دوش گرفتن عروس توسط داماد نشانه حس مالکیت، تصاحب و اقتدار داماد بر عروس است. مرد با این کار وانمود می‌کند من مالک این زن هستم و او را با قدرت تصاحب کرده‌ام.
بزرگی جثه در مردان امکان غلبه آنان بر زنان را فراهم می‌آورد. فعالیت مداوم جنس ماده در انسان اولیه و نحوه فعالیت زنان در جوامع شکارچی و گرد آورنده مواد غذایی به‌احتمال زیاد در تلاش مردان برای تملک بر زنان مؤثر بوده‌است.
ویل دورانت می‌نویسد: زن برای مرد همچون جایزه‌ای است که باید آن را بر باید و مالک شود، جفت جویی، جنگ و پیکار است و ازدواج تصاحب و اقتدار. غیرت مردان حس تملک است که با رقابت، سخت‌تر و تیز تر گشته و اثبات حق تملک و مالکیت است. زن می‌داند وقتی در نظر مردش مطلوب است که مرد حس کند پایه تملکش بر او متزلزل است.
۳- بر دوش گرفتن عروس و نرسیدن پای او به زمین شاید بازمانده تمتع جنسی به زور باشد تا تداعی شود عروس با پای خود و با میل خود به حجله نرفته‌است.
ویل دورانت می‌نویسد: تمتع جنسی به زور، شکل ابتدایی عشق بوده‌است که یاد آن به صورت اسطوره موجودی نیمه مرد –نیمه انسان، که زنی زیبا را تعقیب و تصاحب می‌کرده، هنوز در ذهن باقی است. امروزه یاد مانده‌ای از این زن ربایی در مراسم ازدواج لاتینی‌ها یعنی مردم ایتالیا، فرانسه، اسپانیا و آمریکای جنوبی به چشم می‌خورد. بعد از مراسم عقد، عروس با پای خود وارد خانه داماد نمی‌شود، باید او را از زمین بلند کند و به حجله ببرد تا با پای خود وارد حجله نشده باشد.
در عروسی سنتی عروس را با پای خود به خانه داماد می‌فرستند. این کار می‌تواند به دلایل ذیل باشد:
۱- درآوردن کفش از پای عروس می‌تواند نشانه تسلط داماد بر عروس، برقراری ارتباط خودمانی عروس با خانواده داماد و احترام به مالکیت داماد و نداشتن حق مالکیت زن در خانه داماد باشد. در بررسی نمادها، پا نماد قدرت و نماد ورود و خروج است و می‌تواند نشانگر مفهوم فرماندهی باشد. اصطلاحات «از پا افتادن»، «از پا انداختن» کنایه از بی توان و بی قدرت یا شدن است و «پادار» به معنی نیرومند و مقاوم است.
«پای کسی به جایی رسیدن» یعنی به آن منطقه یا مو موقعیت دست یافتن. در مراسم ازدواج مسیحیان در کلیسا، عروس سعی می‌کند نفر اولی باشد که پایش را روی قالی صورتی می‌گذارد. این عمل عروس به معنی تسلط او بر داماد است در مراسم ازدواج در ترکیه بعد از انعقاد عقد بین عروس و داماد، هرکدام سعی دارند که زودتر از دیگری پای خود را پای دیگری بفشارد تا بدین صورت برتری او در زندگی زناشویی آینده تضمین گردد.
وقتی داماد برای بردن عروس به منزل عروس پا می‌گذارد یعنی قدم برای به‌دست آوردن او برداشته‌است. در بین قزاق‌ها در این مرحله داماد با کفش وارد منزل عروس، به نشانهٔ مقاومت در برابر این خواست به شکل نمادین در کفش او آب می‌ریزند.
ژان سرویه در کتاب درهای سال می‌گوید: راه رفتن با کفش یعنی تملک زمین. درآوردن کفش نشانهٔ اولین قدم ارتباط خودمانی است؛ و قتی کسی کفش خود را در ورود به محلی درمی‌آورد نشانه احترام به مالکیت و همچنین سنت‌ها ی آن خانه است. در سرزمین‌های اسلامی، غریبه باید بدون کفش از آستان منزل میزبان عبور کند، این عمل نشان دهنده آن است که این غریبه هیچ دعوی یا حقی بر ملک یا اجازهٔ هیچ‌گونه بهره‌وری از آن را ندارد. زمین مسجد و حرم به انسان‌ها تعلق ندارد و برای راه رفتن در آنجا باید پابرهنه شد.
1. مردم معتقدند کفش نشانه تنگی و تنگدستی و اگر عروس با کفش به خانه بخت برود و دچار فشار و تنگدستی می‌شود. در کتب تعبیر خواب، دیدن کفش در خواب به زن تعبیر شده‌است.
2. شاید یکی از علل جا گذاشتن کفش در منزل پدر بدین خاطر است که عروس از خانه پدر پایش کوتاه شود و اگر کفش بپوشد شاید برگردد و امید به بازگشت داشته باشد.
3. این کار بازمانده‌ای از رسم ازدواج ربایشی است، چون وقتی مردی، دختری را می‌ربود به صورت ناگهانی او را از خانه‌اش بیرون می‌کشید و سریعا بر دوش می‌گرفت و فرار می‌کرد و فرصت کفش پوشیدن وجود نداشته‌است.[۲۷۵]

در بیشتر مناطق روی سر عروس تور سفیدرنگ می‌اندازند ولی در مناطق کردنشین به جای تور سفید از تور قرمزرنگ به نام تارا (که‌ژاوال) استفاده می‌کنند. همچنین سایر لباس‌های عروس نیز قرمزرنگ هستند. به نظر پژوهشگر علل اهمیت رنگ سرخ در عروسی سنتی شامل موارد ذیل است:
1. رنگ قرمز، عشق و روابط عاطفی را افزایش می‌دهد.
2. رنگ سرخ نماد شادی و نشاط و موفقیت و پیروزی در راه حق می‌باشد.

بهترین رنگ‌ها سرخی بود و آن از خورشید به وی می‌رسد.
۳- رنگ سرخ منادی تملک و تصرف است. همچنین رنگ سرخ نماد عشق و بالندگی و هیجان است.
1. رنگ سرخ یا رنگ‌های گرم در پوشاک، نمادی از احساسات، هیجان و اشتیاق هستند. رنگ سرخ روشن نمادی از تیزی و تندی، زیبایی، قدرت، مولد حرکت، بخشندگی، جوانی، سلامتی و ثروت است.
2. در مناطق کردنشین بر سر عروس‌ها تور قرمز رنگ می‌اندازند. در مناطق کردنشین، حتی رنگ لباس‌های عروس اعم از سُخمه (soxma)، خفتان(Xeftăn) و کُلَنجه (koĺanja) و کمربند عروس (شَمله) (Šameĺa) همگی قرمز رنگ هستند. حتی کف دست، پا، موی سر عروس و دست و پای گوسفند قربانی عروسی را هم با حَنا قرمز می‌کنند و عروس را نیز اغلب بر مادیان قرمز رنگی سوار می‌کنند و برای سرشیرینی (خلعت داماد برای خانوادهٔ عروس) هم یک قاطر قرمز رنگ طلب می‌کنند و کف پای عروس را هم به خون آغشته می‌کنند و به سرخی (خون آلود بودن) دستمال شب زفاف بسیار اهمیت می‌دهند.[۲۷۵]

پیروان میتراییسم به رنگ سرخ علاقه داشتند و رنگ سرخ، رنگ متعلق به میترا است. میترا همان خدای عهد و پیمان و دوستی هند و ایرانی است.
امروزه در غرب ایران (مناطق کردنشین) هنوز هم آثار و نمادهای آیین میترا (مهرپرستی) در آداب و رسوم و رفتارهای مردم وجود دارد. مذهب یارسان در غرب ایران، بازماندهٔ مهرپرستی می‌باشد. مهرپرستان همدیگر را یار خطاب می‌کردند. واژه یارسان یعنی یار خورشید. چون مهرپرستان، خورشید (sun) را مظهر میترا می‌دانستند و Sunday (یکشنبه) هم روز متعلق به خورشید بود. شاید تور قرمزرنگ سر عروس و اهمیت به رنگ قرمز در مناطق کردنشین و هندوستان، بدین خاطر است که هنوز هم کردها و هم هندی‌ها نمادهای میترا (خدای هند و ایرانی) را بیشتر از بقیه حفظ کرده‌اند. در هند بر سرِ عروس تور قرمز و بر پیشانی زنان و به‌خصوص عروس‌ها، خال قرمز رنگی می‌گذارند.
جان هینلز می‌نویسد: مرتبه دوم آیین تشرف میترا، مرحله همسر است که نماد آن عروس بود و شخص تشرف یافته همچون عروسی به ازدواج کیش مهر درمی‌آمد. وی نیم‌تنه زرد کوتاهی که نوارهای سرخی داشت برتن می‌کرد و گمان می‌کردند که صاحب چنین مرتبه‌ای از پشتیبانی ونوس (زهره یا ناهید) برخوردار است.
خاستگاه مهرپرستی ایران است و زمان پیدایش آن معلوم نیست اما آنچه مشخص است این است که نخستین بار مهرپرستی در غرب ایران رواج یافته‌است. درویشان، علی‌الهی‌ها، همچنین یارسان (اهل حق)، در غرب ایران به آئین میتراییسم (مهرپرستی) بسیار شبیه هستند.
در عروسی سنتی کمر عروس را حین خروج از منزل پدرش با دستمال می‌بندند (سه گره می‌زنند) و داخل دستمال، نان می‌گذارند. این کار می‌تواند به دلایل ذیل باشد:
۱- کمربند عروس نشانه وفاداری، پاکدامنی و نکاح است. عروسِ کمربنددار نمایندهٔ اسفندارمذ است. در گزیده‌های زاداسپرم کُشتی را اول بار سپندارمذ (فرشته زمین) پدیدآورد. اسفندارمَذ فرشته زمین و زنان درستکار و پاکدامن و شوهر دوست و خیرخواه است.
کمربند ونوس (cestus) کمربندی است که در یک ازدواج مشروع، نشانه نکاح و شادمانی طرفین توسط زن بافته و توسط شوهر گشوده می‌شود. سوءاستفاده از آن در یک ازدواج نامشروع واژه‌های بی‌تقوا(incestum)یا بی‌عصمت(ungirdled)را از واژهٔ ذکرشده به وجود آورده‌است. همچنین اصطلاح incest به معنی زنا با محارم از واژه لاتینی incestum یا بی‌تقوا ریشه گرفته‌است.
کمربند آفرودیت/ونوس به دارندهٔ آن جذابیت جنسی می‌بخشد. همچنین هرا/جونو صاحب کمربند بود. در روزگار باستان، به کار بردن کمربند، دلالت بر وفاداری در ازدواج داشت. کمربند مریم عذرا دلیل عفت یا پاکیزگی و نیز نشان توماس تردیدکننده بوده، سه سوگند رهبانی فقر، عفاف و اطاعت به وسیلهٔ سه گرهی نشان داده می‌شود که در کمربند راهبان فرقه فرانسیسکن بود.
۲- نشانه کمر بستن به حل مشکلات است. کمر علامت و نشانهٔ قدرت، باروری و مقاومت در برابر سختی هاست و «کمرِ کسی شکستن» کنایه از طاقت و توان او از بین رفتن و قدرت تحمل او تمام شدن است.
کمربند وقتی به کمر بسته می‌شود اطمینان، آسایش، قدرت و نیرو می‌دهد. «کمر بستن» مصمم و آماده شدن به انجام کاری، عزم کردن و «کمر به کاری بستن»، با تصمیم و آمادگی به آن پرداختن است. در معنی مخالف این، «کمرگشادن»، از کار بازماندن و ترک فعالیت معنی می‌دهد.
1. کمر بستن یعنی کمرِ همت به خدمت و بندگی و طاعتِ شوهر بستن، سرسپردگی، تسلیم و تعهد به خدمت شوهر یا کمرِ بندگی به طاعت خدا بستن. بستن کمربند نشانهٔ تسلیم، وابستگی و محرومیت دلخواه یا تحمیل شده از آزادی است. اصطلاح «کمربسته» کنایه از آمادگی برای خدمت‌گذاری و مطیع فرمان بودن است. همچنین «کمردار» و «کمربند»، خدمتگزار معنی می‌دهد.
2. کمربند؛ نماد پشتیبانی، پاکی، نیرو و حصارِ حفاظتی است. کمربند، نماد پشتیبانی، پاکی و نیرو است و شخص را از حملهٔ ارواح خبیث در امان می‌دارد و مانند حصار دور شهرها آن‌ها را از شر دشمن حفظ می‌کند. در مراسم سرسپاری در هند، استاد وقتی کمر سرسپرده را می‌بندد، در هر دور، می‌گوید: کمربندِ مقدسِ خدای بانویِ محبوب، به خاطر قوهٔ نفسهایش پر از نیرو است و پوستمان را پاک می‌کند و از طلسم و جادو حفاظتمان می‌کند.

علاوه بر دستمالی که روز عروسی بر کمر عروس می‌بستند، عروس یک کمربند از جنس پشم بافته شده به رنگ قرمز به نام شه‌مله نیز زیر آن دستمال بر کمر می‌بست. شه‌مله، شبیه کُشتی (کُستی) زرتشتیان است. کُشتی که آن را بندِ دین هم می‌گویند بند سفید و باریک و بلندی است که از هفتاد و دو نخ پشم سفید گوسفند بافته شده‌است. هر فرد زرتشتی پس از ۱۵ سالگی بایستی آن را بدور کمر ببندد (کشتی را سه دور بر دور کمر می‌بندند).
کُستی کمرِ بندگی است و طاعت داشتن خدای عزوجل. زنار و کشتی، نوعی پیمان و قول گرفتن هستند یعنی متعهد به دین و قول.
1. کمر بستن عروس یعنی عروس از جهت پشتیبانی‌های مادی و معنوی پدر و مادر کمربسته باشد.
2. گره زدن بر کمربند (دستمال) نشانهٔ تثبیت وضعیتی معلوم است و نماد پشتیبانی است و برای پیشگیری از چشم زخم هم بکار رفته‌است. گره زدن می‌تواند موجب تثبیت وضعیتی معلوم باشد. «گره بستن» کنایه از محکم و استوار کردن و «گره زدن» کنایه از ارتباط دادن و مرتبط کردن است.[۲۷۵]

در آسیای میانه گره‌ها نقش مهمی در عشق و ازدواج دارند. در یک تصنیف کولی آمده‌است: چه کسی پیش می‌بیند آینده‌ام را؟، چه کسی فردا باز خواهد کرد گره‌های چادر شبی ام را که تو بر سینه‌ام بسته‌ای؟ در آسیای میانه لباس عروس دارای کمربندی بافته با گره‌هایی برای حفاظت از چشم بد است. در سنت اسلامی، گره نماد پشتیبانی است. اعراب، ریش‌های خود را برای رفع چشم بد گره می‌زنند.
در عروسی سنتی ایل ملکشاهی، در لای دستمالی (کمربندی) که بر کمر عروس می‌بستند مقداری نان می‌گذاشتند که بعد از باز کردن کمربند در شب زفاف توسط داماد، بایستی هر دو از آن نان بخورند؛ که اولین نشانهٔ همسفرگی است. نان نماد برکت است و این که از پیشانی این عروس، داماد به نان و نوایی برسد.

### رقص در ایل ملکشاهی
رقص کردی (هه‌ڵپه‌ڕکێ) که در میان مردم این منطقه رایج است از روزگاران قدیم وجود داشته‌است. رقص در این خطه دارای اقسام متفاوتی است که برخی از آن‌ها منسوخ شده‌اند. برخی از رقص‌های مرسوم عبارتند از:
چه پی، فه تای، قلای، پشت پا، دوجار الپر، ژنانه و… که از این میان «فه تای» دارای حرکاتی سریع و زیباتر است و جوانان به آن علاقه‌مند هستند.
رقص‌ها در ایل ملکشاهی با حرکات پا انجام می‌شوند و حرکت دست‌ها، شکم و باسن در رقص‌های ملکشاهی معمول نیست. این کار می‌تواند به دلایل ذیل باشد:
۱- چون منطقه ملکشاهی کوهستانی است، بنابراین برای تقویت پاها، رقص‌های این منطقه همگی با حرکات پا انجام می‌شود.
قطب‌الدین صادقی می‌گوید: یکی از مهم‌ترین ویژگی‌های رقص کردی، پایکوبی یعنی کوبیدن پا بر زمین است. خیلی از رقص‌ها هست که کوبشی نیست، نرم است؛ ولی رقص کردی به پا زیاد اهمیت می‌دهد چون رقصی است که متعلق به کوهستان است و کوهستان پاهای نیرومند لازم دارد.
۲- معیشت بیشتر مردم ملکشاهی زندگی دامداری که در آن پا بیشتر اهمیت دارد.
در مناطقی مثل ملکشاهی که شیوه معیشت، دامپروری و دامداری است پا بسیار اهمیت دارد و مردم این منطقه اگر از کسی تقدیر کنند می‌گویند: «پایار بُوِی» یعنی پادار (پایدار باشی). بنابراین اهمیت دادن به پا در رقص‌هایشان آشکار می‌شود. اما در مناطقی که دارای دشت‌های وسیع هستند و معیشت کشاورزی دارند، دست، بیشتر اهمیت می‌یابد و رقص‌هایشان بیشتر با دست انجام می‌شود و اگر بخواهند از کسی تقدیر کنند می‌گویند: «دستت درد نکند» «دستت بی بلا». یک ضرب‌المثل در ملکشاهی زبانزد عام و خاص است که به خوبی نشان می‌دهد اهمیت پا مربوط به دوران مادرسالاری و دامداری، و اهمیت دست مربوط به دوران پدرسالاری و کشاورزی است: دَسم بِشکی نه پایَم، باوَم بمری نه دایَم؛ یعنی: دستم بشکند نه پایم، بابام بمیرد نه مادرم؛ یعنی پایم و مادرم بهتر از دستم و پدرم می‌باشد.
۳- رقص با پا یا پایکوبی برای بیدار کردن زمین جهت باروری است که جنبه اسطوره‌ای- آئینی دارد. «در پایکوبی ضربه‌هایی برای بیدار کردن زمین، بر زمین می‌کوبند، چون انسان‌ها فکر می‌کردند با این طریق می‌توانند زمین را بارور کنند تا به محصول بیشتری دست پیدا کنند. از این رو مردان برهنه می‌شدند و لخت روی زمین می‌رقصیدند. اما الآن این فراموش شده ولی در ناخودآگاه به یاری طلبیدن آن همچنان نزد ما وجود دارد. رقصِ شلم یکی از جنبه‌های رزمی، زخمی‌هاست. زخمی‌هایی هستند که با یک پا می‌رقصند که این همان اسطورهٔ قدرت است. یک نوع رقص کردی نیز داریم که شکلی است از حمله و عقب‌نشینی، یک، دو، سه و چهار حمله می‌کند و یک، دو و سه، تمرین حمله و عقب‌نشینی است، منتها به شکل بسیار باشکوه آن و بعد آرام آرام با پا دانه را در زمین فرو می‌برند و ناگهان خودشان را بالا می‌کشند انگار آرزویی است که این دانه رشد کند. تمام این حرکات ریشه‌های اسطوره‌ای دارد و در ارتباط با معیشت و زمین است».
۴- پایکوبی باعث تنفس و تخلیهٔ انرژی زمین، پیوند با زمین و پیشگیری از زلزله می‌شود. خانم دکتر هاژه کلاویر می‌گوید: وقتی ۵۰ یا ۱۰۰ یا ۲۰۰ نفر کرد، رقص و پایکوبی انجام می‌دهند انرژی را از زمین خارج می‌کنند و زمین به علت این حرکت، نفس می‌کشد و دیگر نمی‌لرزد؛ به‌طورمثال در استانبول ترکیه زمین‌لرزه روی می‌دهد به این خاطر است که آنجا زمین بیمار است و هلپرگه صورت نمی‌گیرد و زمین مجبور است زلزله کند، در آنجا انسان با زمین پیوند ندارد، ولی کرد با زمین در ارتباط بوده و با زمین پیوند دارد.
رقص، بازتابش شرایط جغرافیایی است یعنی هر منطقه‌ای بنا به شرایط جغرافیایی یک سری ریتم‌ها آفریده تا رابطه اش را با طبیعت هموار کند و حیات خود را تضمین نماید. درس بزرگی که رقص به ما می‌آموزد معنای سمبلیکی که دارد، نشان دادن شور و انرژی انسان در جمع، نشان دادن عمر جامعه و از دست ندادن خوشبینی به زندگی است.
قطب‌الدین صادقی می‌گوید: در بعضی عروسی‌ها شرم می‌کنم، گاهی حتی مردها رقص‌هایی می‌کنند که براساس اندام‌های جنسی است، این ظلمی است که به رقص رفته‌است، این رقص‌ها دل بهم زن هستند، این نوع رقص‌ها با رقص کردی در تعارض آشکارند چون رقص کردی، آئینی است.
اهداف رقص‌های آئینی عبارتند از: الف) دست یافتن به شادی ب) گرایش به تعادل و توازن که به ما آرامش می‌بخشد. ج) بیرون ریختن انرژی اضافی در انسان که اگر آن انرژی دفع نشود انسان بیمار می‌شود مثل آبی که اگر بماند تبدیل به گنداب می‌شود و نه تنها تن پژمرده می‌شود بلکه روح هم پژمرده می‌شود. د) بیان خوش‌بینانه انسان نسبت به زندگی؛ به‌طورمثال در ایلام، متأسفانه، در بهترین ماه‌های سال (بهار) فصل عشق، شکوفا شدن زندگی، زمین و طبیعت هر ماه ۳۸ نفر خودسوزی می‌کنند چون روح مردم بر اثر سال‌ها در خط اول جنگ بودن و مشکلات دیگر پژمرده‌است. یک سری برنامه هنری شامل موسیقی و رقص ترتیب دادند، خودکشی و خودسوزی به ۸ نفر در ماه رسید.
رقص کردی به هیچ وجه برای جلوه فروشی نیست، یک رقص دسته‌جمعی است که دارای ارزش‌های معنوی، اجتماعی و اسطوره‌ای است. در واقع حرکتی است که انسجام وحدت قوم و قبیله را نشان می‌دهد. آیین‌ها و مراسم، لباسی است که بر تن اسطوره می‌پوشانند، اسطوره یعنی تکرار این آیین‌ها، با هر تکرارِ رقص، شما بار دیگر اسطوره را زنده می‌کنید. این انسجام و وحدت برای فرهنگ‌هایی که همیشه در طول تاریخ مورد تهاجم و تاخت و تاز واقع شده و ناامنی‌های جغرافیایی، تاریخی و معیشتی دارند (مانند کردها) نقش بسیار تعیین‌کننده‌ای ایفا کرده‌است.
کزازی می‌گوید: داستان هلپرگه یا رقص آئینی در فرهنگ کردان بسیار پیچیده‌تر از آن است که ما بینگاریم. رفتاری است به آئین، به اندام و موزون که در هنگام شادمانی به آن دست می‌یازند. این‌گونه رقص و پایکوبی در سرشت و ساختار گیتی هم وجود دارد، رقص تنها از آن آدمیان نیست، همهٔ هستی می‌رقصند؛ از آن جنین که در زهدان مادر نهفته‌است تا در جهان بسیار خرد، آن ریزه‌های بنیادین که بر گرد هستی رقصانند و آن جهان بسیار بزرگ، که در آن اختران بر گرد خورشید می‌رقصند. رقص از این دید نشانة نیایش، زندگی، پویه، جنبش، تکاپو زیستن در گیتی است؛ ما تا به گروثمان و نیروانا نرسیده‌ایم ناچاریم از رقصیدن، اگر خود در بیرون نرقصیم یاخته‌ها در درون ما می‌رقصند. شما زمانی که بسان آن کرد ناب ایرانی می‌رقصید، با همه پدیده‌های هستی، با جهان بسیار خرد، با جهان بسیار بزرگ پیوند می‌گیرید به گونه‌ای جاودانه و رازوارانه.
آنگاه که زبان از بیان احساسات ناتوان می‌ماند، اعضا به یاریش شتافته و احساسات درونی انسان را به تصویر می‌کشند تا پتانسیل نهفته، آزاد شده و روح از بند عقده‌های گوناگون رهایی یابد.
در عروسی سنتی در بین همهٔ کردها و همچنین ایل ملکشاهی، سَرچوپی بسیار اهمیت دارد. دستمالی که رهبر (سردسته) هر گروه رقص در دست می‌گیرد و آن را در هوا می‌چرخاند «چووپی یا سه‌رچووپی» نام دارد. سَرچوپی جنبه‌هایی نمادین به شرح ذیل دارد:
1. سَرچوپی نماد پرچم است. همچنان‌که هر کشوری یا گروهی پرچمی دارند، دسته رقص نیز بایستی یک سَرچوپی داشته باشند.
2. سَرچوپی سمبل رهایی و پرواز دارد و بادی که به آن می‌خورد یعنی حرکت و جنبش. در واقع سَرچوپی بیان ایدئولوژی است، در پشت این سرچوپی یک مرام و تفکر هست. دستمال نمادی است برای کل حرکت گروه که همه ما را به پویایی دعوت می‌کند یعنی می‌گوید مثل این باد باید پویا و رها بود و حرکت کرد و گرنه می‌توانستند با دست برقصند.
3. سَرچوپی نماد رهبر و آزادی عمل رهبر است: چون سرچوپی‌کش الگویی را می‌آورد ولی کل گروه نظم خود را رعایت می‌کنند. او ده جور داوناسیون و حرکات ریز انجام می‌دهد ولی گروه حق ندارد ریتم را به هم بزند. در طول تاریخ هر جمعی به یک رهبری که آزاد باشد و بتواند حرکت کند اعتقاد داشتند.
4. سَرچوپی سمبل رابطه زمین و آسمان است. پرچم و دستمالی که به اهتزاز درمی‌آید پیوند دهنده زمین و آسمان است یا پیوند دهنده انسان و خداست.[۲۷۵]

رقص‌ها در ایل ملکشاهی همگی به صورت دایره‌ای اجرا می‌شوند. دایره در وهلهٔ اول نقطه‌ای است گسترش یافته، سمبولیسم یا تفسیر نمادین آن دربر گیرنده مفاهیم کمال، یکپارچگی و نبود هر نوع تمایز و تفکیک است.
دایره رمز تطور و وجود پیاپی زندگی است، دایره حریم یکرنگی، دوستی، صمیمیت و تجمع است. دایره تجلی نظم زمینی و کیهانی است.
تمام رقص‌ها متعلق به دوران کشاورزی است (در بین‌النهرین حدود ۸۵۰۰ سال پیش از میلاد وارد دوره کشاورزی شدیم). ما تحت تأثیر انقلاب کشاورزی با مفهوم زمان آشنا شدیم، با مفهوم دایره و رویش آشنا شدیم. در رقص کردی، دایره، بسیار اساسی است. این شکل دایره را در تقویم و ساعت کشف کردیم چون برای کاشتن دانه نیاز به زمان و تقویم و حرکت ستارگان داشتیم. تطبیق سال اساطیری با سال طبیعی، به خاطر آن است که زمان از بین نرود و به همین دلیل یکی از مهم‌ترین شکل‌هایی که کشف کردند، شکل برگشت دایره است. البته قبل از دوره کشاورزی یعنی در دوره دامداری، در دوره‌ای که انسان‌ها جستجوی عذا می‌نمودند، شب‌ها پشت به تاریکی و رو به منبع آتش می‌نشستند و چشم به چشم هم می‌دوختند تا مراقب دشمن‌هایی باشند که به‌احتمال زیاد از پشت می‌آمدند، و نیز برای اینکه از تاریکی نترسند، دایره را آن وقت شناختند، ولی اوج شناخت دایره در دوره کشاورزی است و اینکه یک بار دیگر ما به تناسخ و چرخش فصول رسیدیم. شکل دایره تنها برای رجعت به این زمان اسطوره‌ای نیست بلکه تکرار این دایرة کامل برای کشتن ترس و برای تقویت روح جمعی نیز هست. بازگشت به آغاز چیز، ازلیت گمشده‌ای که انسان همواره در جستجویش هست، هیچ رقص کردی نیست که دایره نباشد. تکرار شکل دایره در رقص، برای این است که امنیت روانی فرد در دل جمع نشان داده شود.
در عروسی سنتی در ایل ملکشاهی، عروس بعد از رفتن به خانهٔ داماد، بایستی به چشمه برود و هفت مشک را پر از آب کند. در عروسی سنتی پر کردن هفت مشک آب توسط عروس به این نیت صورت می‌گیرد که عروس بارور شود و ۷ پسر به دنیا بیاورد. از دید اسطوره‌ای آوردن آب از چشمه وظیفه خانم‌هاست، چون محرم هستند و چشمه، و زمین در اسطوره‌ها مؤنث بوده و مرتبط با آناهیتا (الههٔ آب و باروری) هستند همچنین شاید یکی از علل این کار پرآب شدن چشمه باشد؛ چون عروس، مظهرِ باروری است. در قدیم برای پرآبی قنات مراسم عروسی قنات را برگزار می‌کردند. «آداب و رسوم مربوط به آناهیتا (ناهیدپرستی) همگی ارتباط پیدا می‌کند به آب و ریزش باران و جریان رودخانه‌ها و حفر و نگهداری قنوات، کیفیت ازدواج و مناسبات میان زن و مرد، مسائل مربوط به زایش انسان‌ها و گوسفندان»

## پوشش

### پوشش مردان ملکشاهی
پوشش مردان ملکشاهی به نحوی بود که نشان دهنده میزان جنگاوری آن‌ها باشد. ستره و عبای بلند، خُفتان، شلوار کردی، استفاده از بُگده (یک نوع خنجر خمیده و کوتاه)، شال، شنگ قطار (قطار فشنگ)، تفنگ، گرز، شمشیرهای بلند در پوشش و تزیین لباس مردان ایل ملکشاهی دیده می‌شد.
فَرَجِی (Faraji) یاکَرَک (Karak) یا کَپنَک (Kapnak)
نوعی بالاپوش مردانه و از جنس کرک می‌باشد که به‌طور عمده در نواحی عشایری ملکشاهی برای فصل سرما مورد استفاده قرار می‌گیرد و مانند پالتو بلند بوده و دارای آستین غیر کاربردی می‌باشد و زیر آستین‌ها سوراخی برای عبور دست‌ها تعبیه شده‌است.
سُخمه (Soxma)
مانند «فَرَجی» بوده لیکن مقداری اندکی آستین داشته و بسیار کوتاهتر از آن می‌باشد. رنگ فرجی و سُمخه به نوع کُرک بستگی دارد.
عَبا (Abā)
پارچه‌ای نازک و توری مانند و در رنگ‌های تیره و سنگین و بلند می‌باشد و نوع دیگر آن که به «قَترَه» نیز معروف است از نخ پشم گوسفند یا پشم شتر (بشتر) توسط زنان محلی بافته می‌شود.
خُفتان (Xwftān)
نوعی پالتو مردانه و از جنس مخمل مشکی یا سرمه‌ای است که به‌طورمعمول فاقد هر گونه تزئینات بوده و جیب در طرفین دارد و در گذشته مورد استفاده مردان به عنوان بالاپوش بوده‌است و شبیه «کَمَر چین» زنانه می‌باشد با این تفاوت که فاقد هر گونه تزئینات است.
دِشداشه (DeŠdāŠe)
نوعی پیراهن بسیار بلند و آستین دار می‌باشد که به‌طورمعمول در قسمت گردن چند دکمه داشته و گشاد و تا روی پاها می‌رسد و از جنس‌های مختلف ولی به‌طور عمومی تک رنگ و نازک می‌باشد.
شِوال (Ševāl)
شلوار مردان (به‌ویژه در نقاط عشایری و روستایی) از جنس تی‌ترون و امثالهم و همواره تک رنگ می‌باشد و در قسمت باسن و ران‌ها بطورکامل گشاده و در پائین هم باریک می‌شود. به شکلی که برای هر شلوار چند برابر نیاز واقعی پارچه به کار برده می‌شود و در گویش محلی به آن «شِوال جافی» یا «شِوال کُردی» می‌گویند. در نقاط شهری و پرجمعیت درصد مردان استفاده‌کننده از این شلوار بسیار کم می‌باشد.
کِلاش(Kwlās)
کلاش نوعی کفش (امروزه مردانه و در گذشته هم مردانه و هم زنانه) است که توسط مردان با نخ پنبه و جوال دوز به شیوه‌ای خاص روی یک قطعه لاستیک پهن به اندازه کمی بزرگتر از کف پاها بافته می‌شود. این لاستیک از روده داخلی چرخ‌های کهنهٔ اتومبیل تهیه می‌گردد؛ و امروزه در برخی نقاط عشایری و روستایی ملکشاهی مورد استفاده قرار می‌گیرد.
کِلاو = کُلاه (Kelaw)
به غیر از کلاه‌های وارداتی گوناگونی که به‌طور عمومی برای محافظت از سرما یا گرما در فصول مختلف گاهی به کار گرفته می‌شود بسیاری از مردان ایل ملکشاهی از نوعی کلاه یا عرقچن کوچک استفاده می‌کنند که از جنس پارچه نخی سفید، یا راه راه و گاهی مشکی راه راه بوده و بر روی آن چفیه می‌بندند. این نوع عرقچن بیشتر در نقاط عشایری و روستایی بکار برده می‌شود. البته تنها مردان بزرگسال و کهنسال بیشتر از آن استفاده کرده و سایر مردان تنها گاهی چفیه به تنهایی به سر می‌بندند.
لَچِگ یا چفیه (Laceg)
چفیه یکی دیگر از سر پوش‌های مردان ایل ملکشاهی است که به‌طور عمومی وارداتی بوده و در اشکال مختلف مانند سفید، سفید راه راه، مشکی راه راه و گاهی زمینه سفید و رگه‌های قرمز یا سبز و گاهی دارای ریسه دار کناره می‌باشند که بیشتر به تنهایی به دور سر بسته می‌شوند. چفیه بیشتر کسانیکه به حج می‌روند از نوع چفیه با زمینه کرم و گل‌های بوته و برگ اسلیمی زرد طلایی که ویژه کشور عربستان است، که نشانهٔ حج رفتن آنان بوده و نوعی موقعیت اجتماعی فرد را نیز نشان می‌دهد.

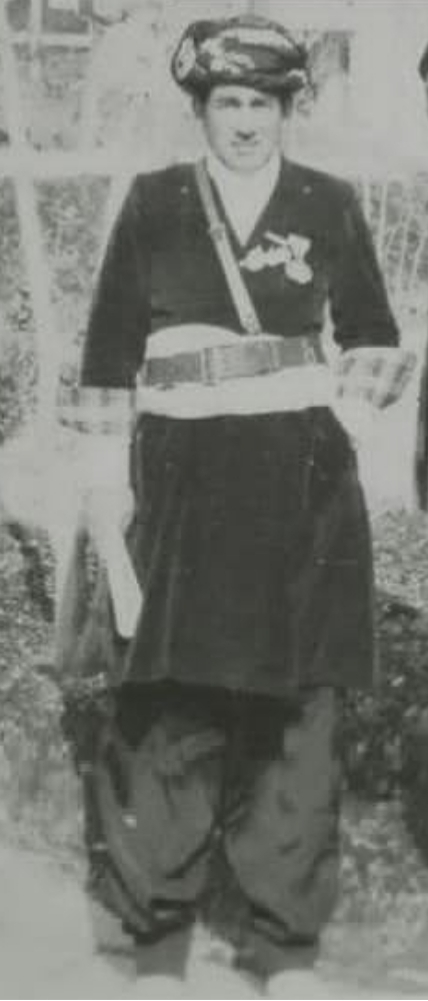
موسی اسدی، با پوشاک کردی. نمونه‌ای از پوشش قدیمی مردم ملکشاهی که شباهت بالایی به پوشش قدیمی مردم کلهر دارد.

### پوشش زنان ملکشاهی
لباس زنان ملکشاهی با سادگی و پوشیدگی اش شناخته می‌شود. این پوشش با پاره‌ای تفاوت شبیه دیگر لباس زنان غرب ایران است.
سرپوش یا «سَروَن (Sarwan)
در گذشته زنان مقداری از موی طرفین سرخویش را پس از بافتن در دو طرف صورت آویزان می‌کردند و به آن «چَتر» می‌گفتند و این عمل تنها برای زیبایی بوده و بقیه موی سر بطورکامل پوشانیده می‌شد. «سرون» نوعی پوشش سر برای زنان است که متشکل از کلُاه یا عرقچن، یک یا دو عدد «گُل ونی» (گُل بندی = آذین یافته با گُل) و گاهی «هَبَر» یا نوعی چفیه سیاه رنگ رگه دار می‌باشد که به دور عرقچن بسته شده و حجم بزرگی را تشکیل و مقداری از اضافه آن‌ها برای زیبایی به پشت آویزان می‌گردد.
روسری یا «بان سری» (Bāsary)
روسری همان پارچه رنگی و گلدار و در رنگ‌ها و طرح‌های مختلف است که در بیشتر نقاط کشور رایج بوده و امروزه به‌طور تقریبی تمامی دختران و بسیاری از زنان جوان از آن و به تنهایی استفاده می‌کنند.
گُل وَنی (Golwany)
نوعی سرپوش از جنس حریر، ابریشم یا نخی می‌باشد که در اندازه‌های مختلف کوچک و بزرگ تولید می‌گردد و جنس آن نازک بوده و زمینهٔ مشکی داشته و با گل و بوته و نقش‌های ساده اسلیمی در رنگ‌های سفید و قرمز یا سبز و گاهی نارنجی و آبی و زرد تزئین گردیده‌است. از «گُل وَنی» برای پوشش سر استفاده می‌شود و گاهی به مانند روسری یا بر روی عرقچن یا با بستن دو عدد یا بیشتر آن‌ها به همدیگر یک سرپوش بزرگتر تشکیل می‌دهند. زنان ایل ملکشاهی آن را به صورت سه گوش روی سر انداخته و سرپوش «هَبَر» را روی آن بر دور سر می‌بندند.
مَقنا یا مَقنَه (Maqnā)
پارچه‌ای به‌طور تقریبی نازک و مشکی (گاه رنگ‌های دیگری مانند قهوه‌ای، سبزتیره، خاکستری و..) که عرض آن حدود ۷۰ سانتیمتر می‌باشد و بیش از ۱/۵ متر طول دارد و به صورت دو قطعه می‌باشد که از کناره و در جهت طول به هم بافته شده‌اند مقنا سرپوش ویژه زنان عرب زبان بوده و از این مناطق وارد دیگر نواحی استان ایلام و به خصوص ایل ملکشاهی شده‌است و به علت راحتی و پوشاندن تمام سر و گردن و قسمتی از سینه و مشکی بودن رنگ مورد قبول و پسند زنان میان سال و مسن بیشتر نقاط قرار گرفته و می‌رود تا به تدریج جایگزین سایر پوشش‌های زنانه گردد. زنان یک سر مقنا را روی سر گذاشته و مابقی آن را به دور سر و گردن تا سینه می‌پیچند و در نهایت برای آنکه بازنگردد به آن سنجاقی می‌زنند. زنان میان سال و مسن بیشتر رنگ‌های مشکی استفاده می‌کنند و رنگ‌های دیگر ویژه دختران و زنان جوان می‌باشد.
هَبَر (Habar)
یک نوع سرپوش مشکی و از جنس مخمل می‌باشد که سه گوش بوده و دو گوشهٔ آن بلند و مقداری باریک می‌باشد حاشیهٔ هَبَر دارای منگوله سیاه رنگ می‌باشد و هنگام بستن به دور سر، منگوله‌ها در چند ردیف، طرفین و جلوی سر را زینت می‌بخشند.
قَتِرَه (Qatra) (عبا)
نوعی چادر زنانه است که برخلاف چادرهای مرسوم دیگر نقاط کشور اولا بسیار بزرگتر بوده و ثانیا دارای مقداری آستین گشاد می‌باشد که با عبور دادن دست‌ها از آن‌ها دیگر نیاز چندانی به کنترل آن در بیشتر مواقع نیست. جنس قتره مختلف بوده بطورکل به رنگ مشکی و از پارچه‌های ساده و بدون نقش می‌باشد و برخی مواقع به حاشیه جلوو کناره آستین‌ها نوعی بافت مثلی و تا حدودی ریسه مانند دوخته می‌شود.
کَمَر چین (Kamarčin)
نوعی پالتو زنانه بود که به علت استفاده فراوان از نوارهای زربافت در تزئین آن از زیبایی خاص برخوردار و به‌احتمال زیاد نام آن نیز به همین خاطر باشد. جنس کمرچین از مخمل در رنگ‌های قرمز، جگری، سبز، سرمه‌ای و مشکی بوده و دارای آستین بلند، جلوباز، (به‌طورعینی شبیه پالتو مردانه) و جیب بادهانه کج در طرفین و کمربندی از جنس خود می‌باشد و بسته به سن و موقعیت مالی زن ممکن بود از تزئینات بیشتری برخوردار و چنانچه زن در سنین میان سالی یا کهنسالی بوده از رنگ‌های سنگین (مشکی، سرمه‌ای) استفاده می‌کرد. امروزه کمر چین بیشتر توسط پیر زنان در فصل سرما پوشیده می‌شود و قَتَره و بلوزهای جدید جای آن را پر کرده‌است.
کُلَنجَه (Kolanja)
کُلنجه نوعی دیگر از بالا پوش‌های زنان می‌باشد که از نظر رنگ، جنس، دوخت و تزئینات و کاربرد به‌طورعینی مانند کمرچین می‌باشد با این تفاوت که فقط اندازهٔ آن کمتر بوده و تا حدود زانو می‌رسد و در مناطقی که کمرچین کاربرد داشته مورد استفاده بوده‌است.
سُخمَه (Soxma)
نوعی بالاپوش دیگر است که از مخمل یا گاهی پارچه‌های رنگ دیگر و در رنگ‌های شاد و روشن (قرمز، جگری، سبز و…) دوخته می‌شود و فاقد آستین بوده و بطورکامل شبیه جلیسقه می‌باشد. در سُخمه حداکثر تزئینات بکار رفته و بیشتر این تزئینات شامل انواع آویزهای نقره‌ای و سکه‌های طلایی رنگ است که جلو و حتی پشت آن را فرا می‌گیرد و بدین لحاظ در گذشته توسط دختران و زنان جوان پوشیده می‌شد و بیشتر جنبه تزئینی برای مراسمات داشته‌است و زنان مسن و کهنسال هرگز از آن و به‌خصوص با تزئینات استفاده نمی‌کردند.
کِراس یا شَوو(Kerās, ŠaÜ)
همان پیراهن بلند و آستین دار زنانه است که اکثریت زنان روستایی و عشایر و قسمتی از زنان شهری نیز به عنوان تن‌پوش از آن استفاده می‌کنند این پیراهن بلند بوده و تا نزدیک روی پاها می‌رسد و گاهی در ناحیه کمر مقدار تنگ گشته ولی پائین آن بطورکامل گشاد می‌باشد و بسته به سن زن یا دختر رنگ و جنس آن تفاوت پیدا می‌کند به شکلی که به‌طور تقریبی تمامی زنان کهنسال و حتی برخی میان سالان تمایل شدیدی به پوشیدن پیراهن‌های با رنگ سنگین و به‌خصوص سرمه‌ای و تیره دارند و آن را نشانه سنگینی بزرگسالی می‌دانند.
شِوال(Šewāl)
به‌طور کلی شلوار محلی زنان ایل ملکشاهی به دو فرم عمده می‌باشد یک شلوار کُردی که به‌طورمعمول از جنس تی ترون و نخی به رنگ تیره یا سرمه‌ای و امثالهم می‌باشد که در قسمت بالا و ران‌ها گشاد بوده و به طرف ساق پا باریک می‌گردد و در قسمت کمر به وسیلهٔ کِش محکم می‌گردد و فاقد هر گونه تزئین بوده و گاهی در طرفین جیب درونی دارد. تنها تفاوتی که با شلوار مردان دارد این است که محل دوخت جای کِش آن به بیرون می‌باشد و این نشانه برای مشخص شدن شلوار زن از شلوار مرد است. نوع دوم که بیشتر به «بی جامه» معروف است از جنس‌های مختلف و گل دار بوده و فاقد جیب می‌باشد و با کِش در قسمت کمر محکم می‌گردد و در برخی تزئینات مثل نوار دو زری و غیره به آن می‌افزایند.
قی‌وَن (Qaywan)
پارچه‌ای بلند و یک رنگ که از آن به عنوان شال کمر استفاده می‌شود و امروزه در نقاط عشایری و روستایی ملکشاهی به صورت محدود به‌خصوص در فصل کار کشاورزی مورد استفاده قرار می‌گیرد.

## صنایع دستی
از دیرباز بافت قالی کردی (قالیچه درشت بافت)، سیاه چادر، جاجیم، گلیم ساده، نمد مالی (فرنجی)، چیغ بافی و گیوه دوزی در استان ایلام مرسوم بوده‌است؛ مردم ایل ملکشاهی نیز هم پای سایر ایل‌های استان ایلام در این زمینه قابلیت‌های خود را به ظهور رسانده‌اند.
قالی بافی
مواد اولیه بکار رفته در این‌گونه زیراندازها به‌طور عمده ابریشم بوده که در بیشتر موارد به صورت تمام ابریشم و در پاره‌ای از مواقع از کرک و ابریشم با هم در بافت فرش استفاده می‌شود برای بافت از دارهای فلزی عمودی و سایر ابزار نظیر دفه (دفتین)، قیچی، قلاب و چاقو استفاده می‌شود امروزه بخش عمده‌ای از زیراندازهای سنتی را فرش‌های گل ابریشم بارج شماره بالای ۴۰ و گلیم نقش برجسته (بعنوان اصیلترین صنعت دستی ایل ملکشاهی) را تشکیل می‌دهد که از اقبال خوبی نیز در بازارهای استان ایلام و ایران برخوردارند.
گلیم بافی
گلیم نقش برجسته از نظر اصالت و تولید مهم‌ترین و شاخص‌ترین صنعت دستی و بومی ایل ملکشاهی و سایر ایل‌های استان ایلام است که با توجه به نل چیز بودن سابقه بروز خلاقیت بافندگان چیره‌دست این استان در امر بافت گلیم نقش برجسته که تلفیقی از گلیم ساده و گره قالی در متن آن است، صحنه آشکار پهن دشت گلیم است که بافندگان بارعد همت دست‌هایشان باران جبین را بر آن باریده و گلستانی از گل‌ها رویانده‌اند تا چشم‌ها را نوازش داده و روح را جلا بخشند.
بافت سیاه چادر
در اصطلاح محلی به آن دوار (davar) گفته می‌شود که به‌طورمعمول توسط زنان عشایر ایل ملکشاهی و با استفاده از موی بز بافته می‌شود.
ازجمله ویژگی‌های سیاه چادر می‌توان به خواص فیزیولوژیکی موی بز اشاره کرد که برخلاف بقیه مواد در گرما منقبض و در سرما منبسط می‌شود و این به کاربرد ممتاز آن در سیاه چادر کمک کرده تا در تابستان منافذ سیاه چادر باز شده و هوای سیاه چادر خنک شود و در زمستان منافذ آن بسته شده تا از ورود سرما و باران پیشگیری شود.
جاجیم بافی
جاجیم بافته‌ای از پشم تابیده رنگی است که اغلب بافتی خشن دارد؛ در منطقه ملکشاهی به‌طور عمومی از الیاف لطیف پشمی دربافت جاجیم استفاده شده که به عنوان رختخواب پیچ کاربرد دارد. در بیشتر خانواده‌های ایل ملکشاهی از این نوع دستبافته‌ها برای پیچیدن یک دست رختخواب اضافی (جهت مهمان) استفاده می‌شود.
لازم است ذکر شود که در گذشته‌های نه چندان دور از این بسته‌های رختخواب که در کنار دیوار پیچیده می‌شده به عنوان تکیه گاهی مناسب برای مهیمان مورد استفاده قرار می‌گرفته‌است. علاوه بر این به‌دلیل تنوع رنگی جاجیمها. اتاق مهمانخانه زیبایی خاصی پیدا می‌کرده‌است چنان‌که از گفته‌های جاجیم بافان منطقه بر می‌آید حاکی از آن است که هنر جاجیم بافی از دیرباز در منطقه ایل ملکشاهی رواج داشته‌است.
نمد مالی
به‌دلیل بافت عشایری این ایل و تأمین مواد اولیه (پشم) مورد نیاز برای نمدمالی در داخل منطقه، از رونق خوبی برخوردار است البته به‌دلیل تأثیرات جوی این حرفه فصلی بوده و از اول تابستان تا ابتدای ماه سوم پاییز به مدت ۵ ماه در سال انجام می‌گیرد و فرایند تولید شامل تنیدن الیاف طی مراحل حلاجی کردن پشم لوله کردن و کوبیدن آن است که در نهایت منجر به تولید نمد زیرانداز، کلاه نمدی و پالتو نمدی (کینک یا فرنجی) خواهد شد.

## نگارخانه
- عالیجاه افتخار الحاج توشمال فرامرز اسدی حاکم استان ایلام پشتکوه و ریاست ایل ملکشاهی
- پهلوان موسی خمیس گرزدین وند پهلوان ایران زمین در اوایل دوره قاجاریه، ریاست ایل ملکشاهی و سردار سپاه ایران در نبرد با امپراتوری عثمانی
- حکم عالی شاهانه از سوی شاهزاده محمدعلی میرزا دولتشاه و فتحعلی شاه قاجار مبنی بر ریاست ایل ملکشاهی پهلوان موسی خمیس گرزدین وند در متن سند آمده‌است حکم عالی آنکه نظر به حسن صداقت و حسن سلوک و خدمات ارزنده‌ای که از عالیجاه توشمال موسی به ظهور رسیده او را عالیجاه توشمال طایفه‌های چمزی ایل ملکشاهی و سایر طایفه‌های خورده کوب (هورده کو یا طایفه‌ها با جمعیت کمتر) نموده از این به بعد مقرر آنکه تمامی توشمالان و کدخدایان و ریش سفیدان و رعایای طایفه‌های چمزی ایل ملکشاهی و همچنین سایر طایفه‌های خورده کوب (هورده کو یا طایفه‌ها با جمعیت کمتر) عالیجاه توشمال موسی را بر تمامی توشمالان دیگر برتر دانسته از سخن و صلاح عالی او به‌خصوص احکام و تکالیف مالیاتی تجاوز و تخلف ننمایند و احکام و تکالیف وی را بر خود لازم دانسته و ملزم به اجرای آن هستند و تجاوز و تخلف از احکام عالیجاه توشمال موسی همانند تجاوز از احکام شاهزاده و شاه قاجار است. تاریخ سند ۱۲۲۲ هجری قمری برابر با سال ۱۱۸۵ خورشیدی
- خمیس شه میر ریاست ایل ملکشاهی و سردار ایرانی عکس بازسازی شده از روی تصویر قدیمی تر متعلق به اواخر دوره افشاریه و دوره زندیه
- فتح نامه فتحعلی شاه قاجار از سوی شاهزاده محمدعلی میرزا دولتشاه به پهلوان موسی خمیس گرزدین وند جد بزرگ حاج فرامرز اسدی به پاس پیروزی بر سپاه امپراتوری عثمانی و تصرف شهرهای سلیمانیه، زور، موصل، کرکوک و سامرا و محاصره بغداد به تاریخ ذوالحجه ۱۲۳۶ هجری قمری مطابق با ۱۱۹۹هجری شمسی
- سند رسمی توشمال خمیس ریاست ایل ملکشاهی فرزند توشمال شه میر (جد بزرگ طایفه‌های گرزدین وند ملکشاهی) قدیمی‌ترین سند شناخته شده در استان ایلام. تاریخ سند دوره پادشاهی نادر شاه افشار حدود سالهای ۱۱۴۸–۱۱۶۰ هجری قمری برابر با ۱۱۱۴–۱۱۲۵ هجری شمسی. در این سند از شه میر با لقب عالیجاه نام برده شده‌است که لقب عالیجاه در دوره صفویه بالاترین منصب شمرده می‌شده‌است و فقط برای امرای مرزی (والیان، خوانین، سلاطین و بیگلربیگی‌ها) مورد استفاده قرار می‌گرفته‌است. این سند نشان می‌دهد که شه میر از امرا و سلاطین دوره صفویه بوده‌است.سند رسمی توشمال خمیس ریاست ایل ملکشاهی فرزند توشمال شه میر (جد بزرگ طایفه‌های گرزدین وند ملکشاهی) قدیمی‌ترین سند شناخته شده در استان ایلام. تاریخ سند دوره پادشاهی نادر شاه افشار حدود سالهای ۱۱۴۸–۱۱۶۰ هجری قمری برابر با ۱۱۱۴–۱۱۲۵ هجری شمسی. در این سند از شه میر با لقب عالیجاه نام برده شده‌است که لقب عالیجاه در دوره صفویه بالاترین منصب شمرده می‌شده‌است و فقط برای امرای مرزی (والیان، خوانین، سلاطین و بیگلربیگی‌ها) مورد استفاده قرار می‌گرفته‌است. این سند نشان می‌دهد که شه میر از امرا و سلاطین دوره صفویه بوده‌است.
- سند حکم رسمی حاج فرامرز اسدی به تاریخ سال ۱۳۳۲ هجری قمری برابر با سال ۱۲۹۲ خورشیدی و پادشاهی احمد شاه قاجار السلطان در جلسه شورای ایل ملکشاهی (در شورای توشمال و کدخدایان ایل ملکشاهی) مهر توشمال و ریاست ایل ملکشاهی حاج فرامرز اسدی و کدخدایان طایفه‌های سی و چهارگانه ایل ملکشاهی کدخدا ولد بگ، کدخدا علی خان گچی، کدخدا دوسه، کدخدا دارابگ، کدخدا شکر بگ، کدخدا شهره میر، کدخدا قنبر بگ، کدخدا ملک میرزا، کدخدا شاه حسین، کدخدا شاه محمد، کدخدا موخان، کدخدا احمدبگ و …
- آرامگاه حاج فرامرز اسدی ریاست ایل ملکشاهی و حاکم استان ایلام پشتکوه در جوار حرم معصومه در شهر قم